# Alexander Gardner (fotografo)
Alexander Gardner (Paisley, 17 ottobre 1821 – Washington, 10 dicembre 1882) è stato un fotografo, gioielliere e assicuratore scozzese con cittadinanza britannica naturalizzato statunitense. Nel 1856 emigrò negli Stati Uniti, dove iniziò a svolgere professione di fotografo a tempo pieno. È noto soprattutto per le sue fotografie della guerra civile americana, di Abraham Lincoln e dei cospiratori e dell'esecuzione dei partecipanti al complotto per l'assassinio di Lincoln.

## Biografia
Gardner nacque a Paisley, Renfrewshire, il 17 ottobre 1821, figlio di James e Jean Gardner. All'età di 14 anni divenne apprendista gioielliere, attività che svolse per sette anni. Fu cresciuto nella Chiesa di Scozia e influenzato dal lavoro di Robert Owen, socialista gallese padre del movimento cooperativo. In età adulta desiderava creare negli Stati Uniti una comunità cooperativa ispirata da valori socialisti e a questo scopo nel 1850 Gardner e altri acquistarono un terreno vicino a Monona, in Iowa. Gardner non visse mai lì, avendo scelto di tornare in Scozia, dove rimase fino al 1856, per raccogliere maggiori finanziamenti. Nel 1851 divenne proprietario e direttore del Glasgow Sentinel. Visitando la Grande Esposizione del 1851 a Hyde Park, vide le opere dell'americano Mathew Brady che fecero nascere il suo interesse per la fotografia.
Nel 1856 Gardner e la sua famiglia emigrarono negli Stati Uniti. Avendo saputo che molti membri della famiglia e amici della cooperativa che aveva contribuito a fondare erano morti o stavano morendo di tubercolosi, Gardner si stabilì a New York. Entrò in contatto con Brady, di cui tra il 1856 e il 1862 fu assistente. All'inizio si specializzò nella realizzazione di stampe fotografiche di grandi dimensioni, chiamate "fotografie imperiali", ma quando la vista di Brady cominciò a peggiorare, Gardner assunse responsabilità sempre maggiori nello studio fotografico. Nel 1858 Brady affidò a Gardner la direzione della sua galleria di Washington.

### Fotografie della guerra civile

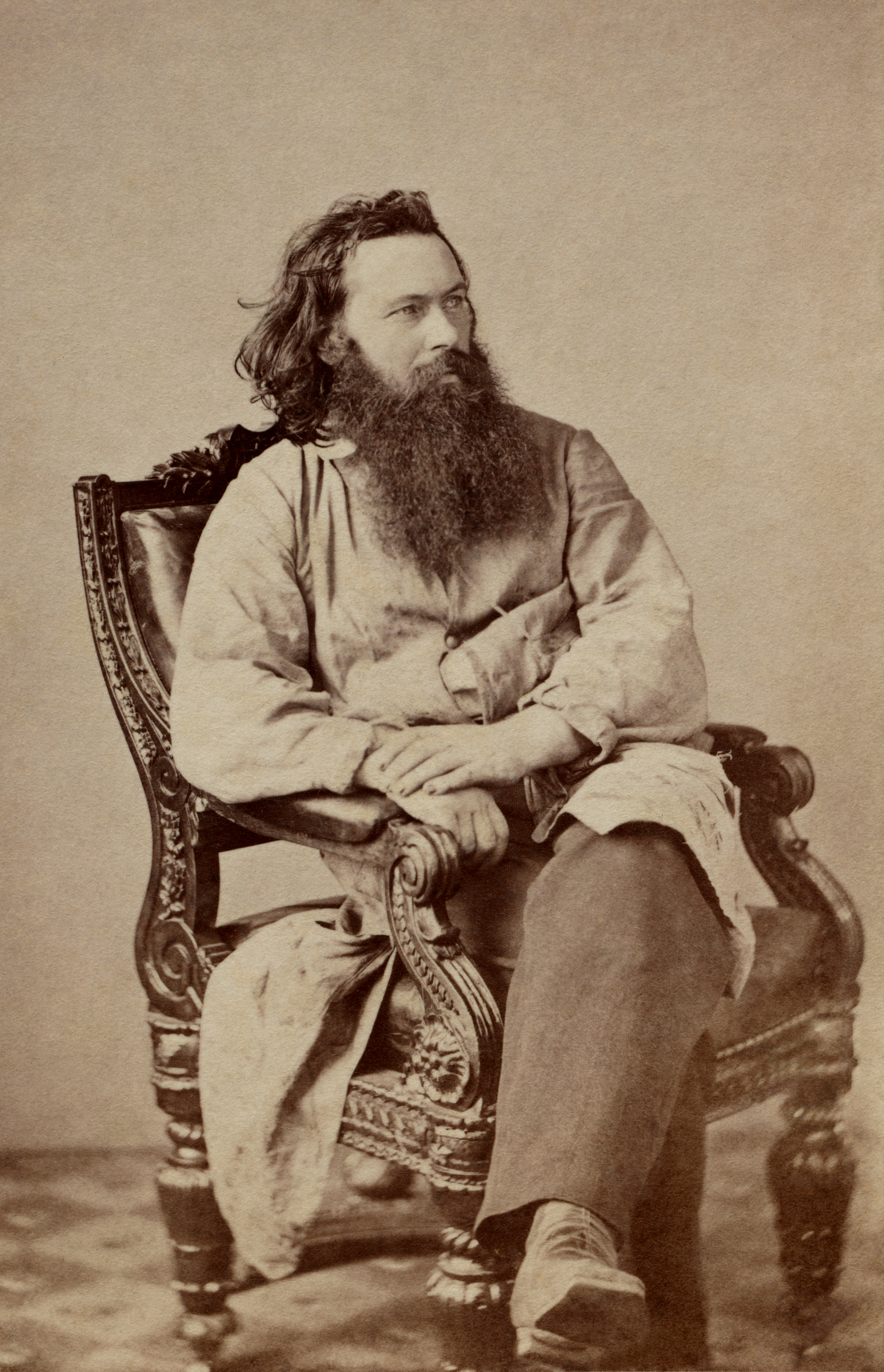
Alexander Gardner, 1863

Abraham Lincoln divenne presidente degli Stati Uniti nelle elezioni presidenziali del novembre 1860 e con la sua elezione arrivò la minaccia della guerra. Gardner a Washington era nel posto giusto per documentare gli eventi prebellici ed acquisì popolarità come fotografo ritrattista, scattando immagini dei soldati in partenza per la guerra.
Brady condivise con Gardner l'idea di fotografare gli eventi della guerra civile. l contatti di Gardner con Allan Pinkerton, capo dell'operazione di intelligence che sarebbe diventata il Secret Service, fu fondamentale per proporre a Lincoln l'idea di Brady. Pinkerton raccomandò Gardner per la posizione di capo fotografo sotto la giurisdizione dell'U.S. Army Corps of Topographical Engineers. Dopo questo breve incarico, Gardner divenne fotografo dello staff del generale George B. McClellan, comandante dell'Armata del Potomac. A questo punto Gardner rinunciò alla gestione dell galleria di Brady. Ricevette il grado onorario di capitano e fotografò la battaglia di Antietam nel settembre 1862, sviluppando le foto nella sua camera oscura da viaggio. Le fotografie di Gardner erano così dettagliate che i parenti potevano identificare i loro cari dai tratti del viso nelle sue immagini.
Il lavoro di Gardner è stato spesso erroneamente attribuito a Brady e, nonostante la sua considerevole produzione, gli storici tendono a non riconoscere pienamente a Gardner la sua documentazione della Guerra Civile. Quando nel novembre 1862 Lincoln sollevò McClellan dal comando dell'Armata del Potomac, il ruolo di Gardner come capo fotografo dell'esercito si riidusse. All'incirca in questo periodo Gardner pose fine al suo rapporto di lavoro con Brady, forse anche a causa del fatto che Brady apponeva la dicitura "Photographed by Brady" ai lavori dei suoi dipendenti. Quell'inverno Gardner seguì il generale Ambrose Burnside e fotografò la battaglia di Fredericksburg. Successivamente seguì il generale Joseph Hooker. Nel maggio del 1863 Gardner e suo fratello James aprirono un proprio studio a Washington, assumendo molti dei precedenti collaboratori di Brady. In questo periodo Gardner fotografò la battaglia di Gettysburg (luglio 1863) e l'assedio di Petersburg (giugno 1864-aprile 1865).

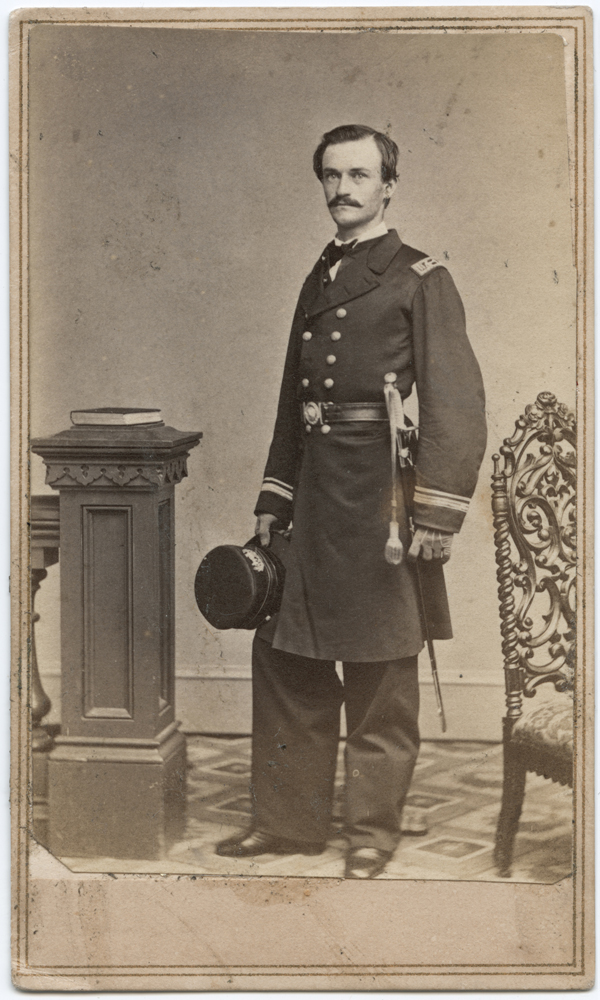
La carte de visite di un tenente della marina unionista, 1861-1865, studio Gardner

Nel 1866 Gardner pubblicò un'opera in due volumi, Gardner's Photographic Sketch Book of the Civil War. Ogni volume conteneva 50 stampe originali montate a mano. Il libro non ebbe grande successo. Non tutte le fotografie erano di Gardner, che accreditava sia il produttore del negativo sia lo stampatore pur rimanendo, in quanto datore di lavoro, proprietario del lavoro prodotto. Il taccuino conteneva lavori, tra gli altri, di Timothy O'Sullivan, James F. Gibson, John Reekie, William R. Pywell, James Gardner (suo fratello), John Wood, George N. Barnard, David Knox e David B. Woodbury. Alcune delle sue fotografie di Lincoln sono state considerate le ultime scattate al presidente, quattro giorni prima del suo assassinio, anche se questa affermazione si è rivelata errata: le foto furono in realtà scattate nel febbraio 1865, l'ultima il 5 febbraio. Gardner avrebbe fotografato Lincoln in vita in sette occasioni. Documentò anche il funerale di Lincoln e fotografò i cospiratori coinvolti con John Wilkes Booth nell'assassinio del presidente. Gardner fu l'unico fotografo autorizzato ad assistere alla loro esecuzione per impiccagione, le cui fotografie sarebbero poi state tradotte in xilografie per la pubblicazione sulla rivista Harper's Weekly.

### Dopo la guerra civile

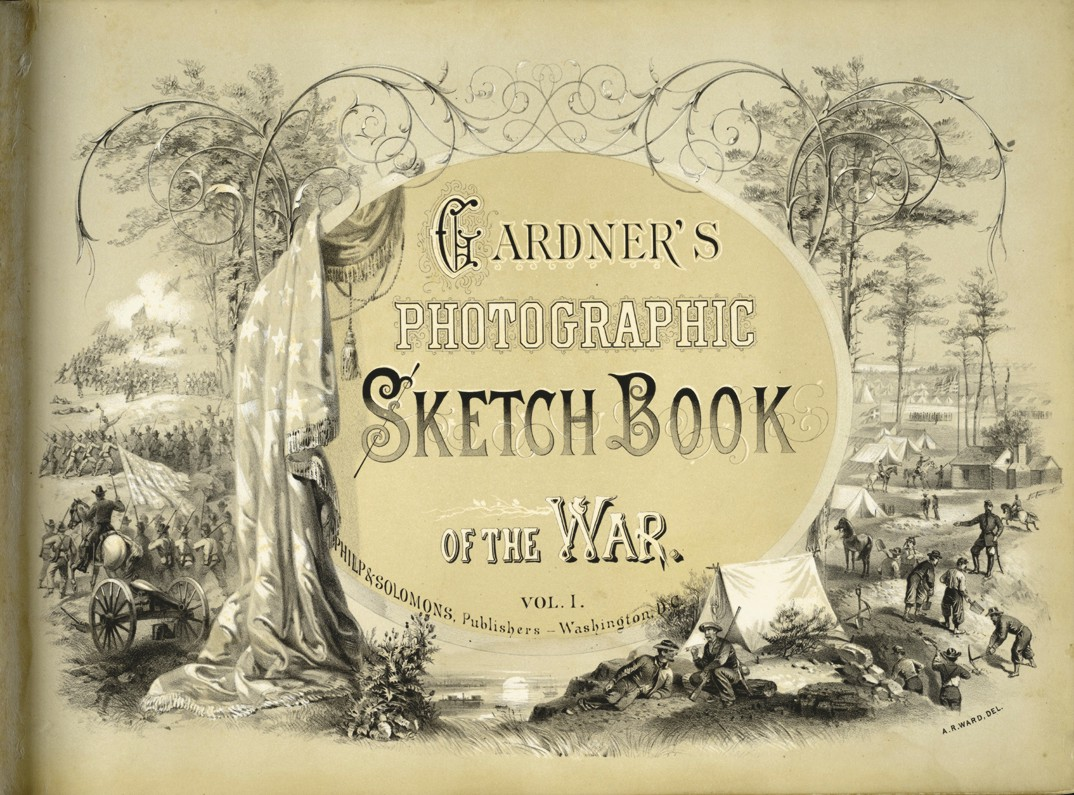
Frontespizio del Gardner's Photographic Sketch Book of the Civil War (1866), di Alfred R. Waud

Dopo la guerra, Gardner fu incaricato di fotografare i nativi americani che si recavano a Washington per discutere i trattati. Effettuò inoltre un sopralluogo sul percorso proposto per la Kansas Pacific Railway fino all'Oceano Pacifico. Molte delle sue foto erano stereoscopiche. Dopo il 1871, Gardner abbandonò la fotografia e contribuì a fondare una compagnia di assicurazioni. Rimase a Washington fino alla sua morte. Quando gli fu chiesto di parlare del suo lavoro, disse: "È stato progettato per parlare da solo. Come ricordo della spaventosa lotta che il Paese ha appena attraversato, si spera con fiducia che possieda un interesse duraturo". Si ammalò nel tardo autunno del 1882 e morì poco dopo, il 10 dicembre 1882, nella sua casa di Washington, lasciando la moglie Margaret e i due figli. Fu sepolto nel locale Glenwood Cemetery.
Nel 1893 il fotografo J. Watson Porter, che aveva lavorato per Gardner anni prima, rintracciò centinaia di negativi su vetro realizzati da Gardner, che erano stati lasciati in una vecchia casa di Washington dove Gardner aveva vissuto. Dalla scoperta derivò un articolo del Washington Post e un rinnovato interesse per le fotografie di Gardner.

### Controversie
Successive analisi fotografiche suggerirono che Gardner avesse manipolato l'ambientazione di almeno una delle sue foto della guerra civile, spostando il cadavere e l'arma di un soldato in posizioni di maggior effetto. Nel 1961 Frederic Ray della rivista Civil War Times confrontò diverse foto di Gettysburg scattate da Gardner che mostravano cecchini confederati morti e si rese conto un corpo era stato fotografato in due luoghi diversi. Secondo William Frassanito Gardner e i suoi assistenti Timothy O'Sullivan e James Gibson avrebbero trascinato il corpo del cecchino per 37 metri, ponendolo nell'ambiente più fotogenico della "Tana del Diavolo", così da creare una composizione più drammatica.
Anche una delle fotografie più famose di Gardner, Home of a Rebel Sharpshooter, è stata ritenuta una contraffazione.

## Galleria d'immagini

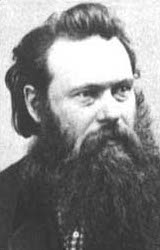
Gardner, 1860 circa
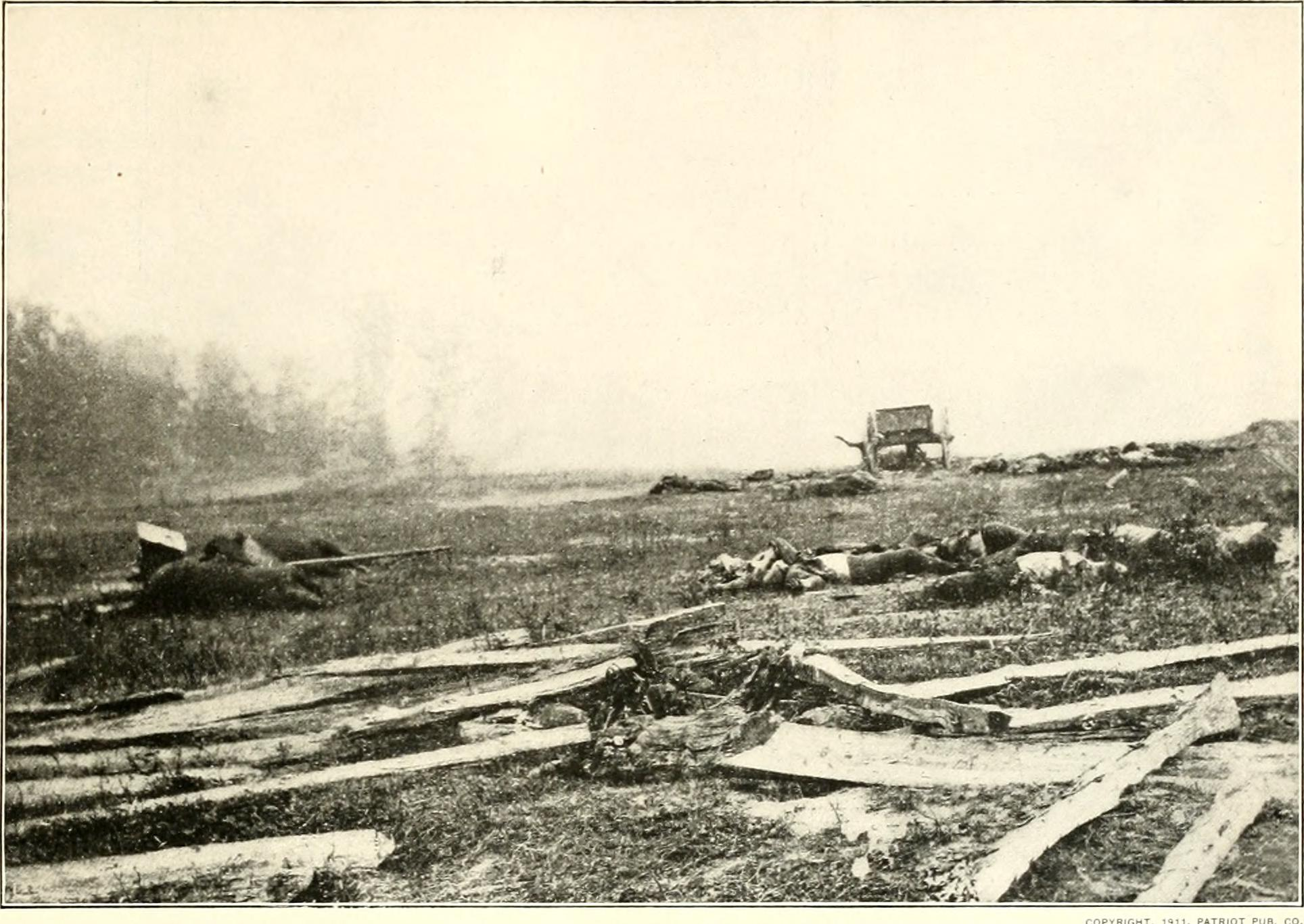
Cavalli dell'artiglieria e soldati confederati morti
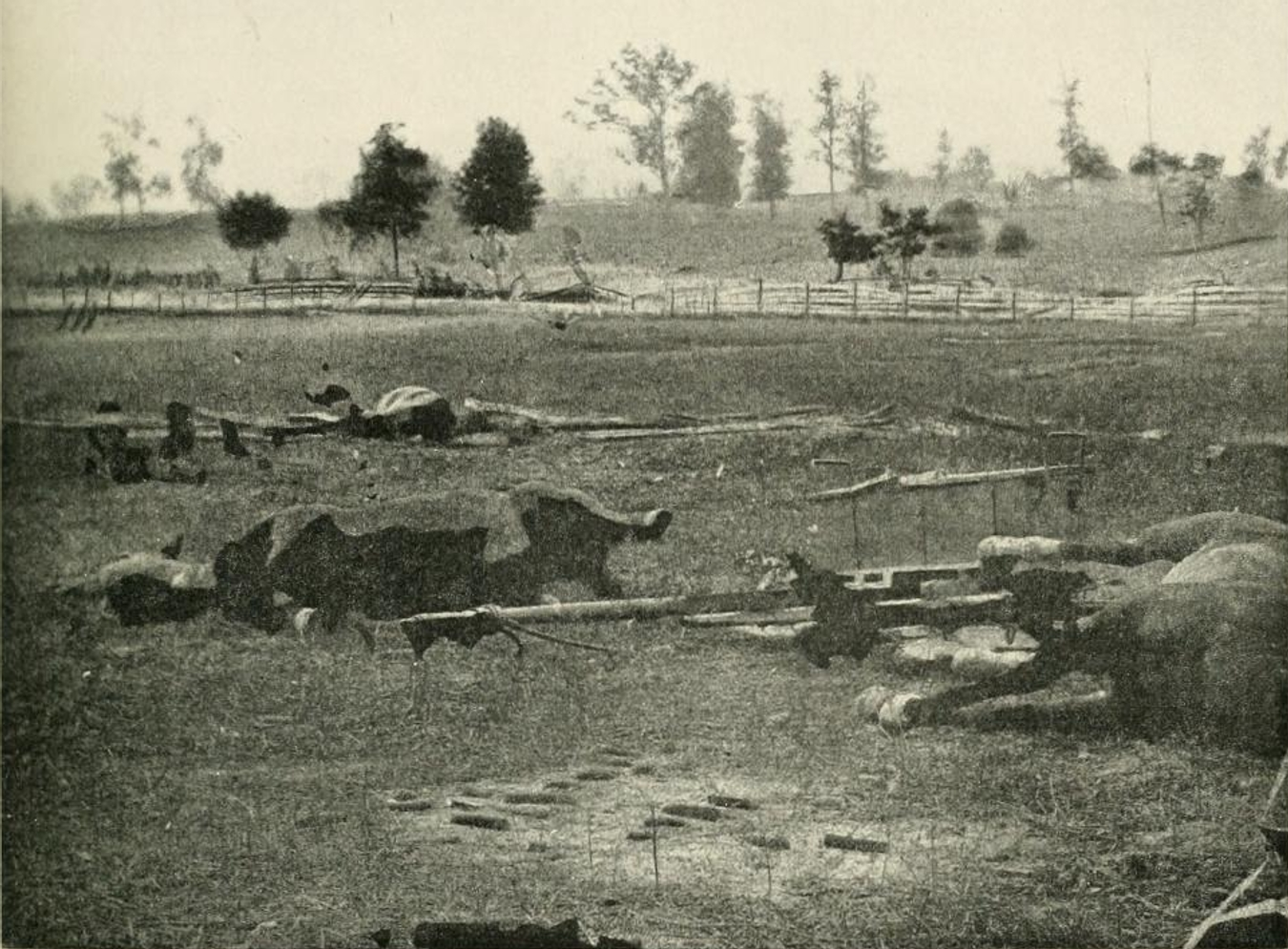
Cavalli dell'artiglieria confederata morti
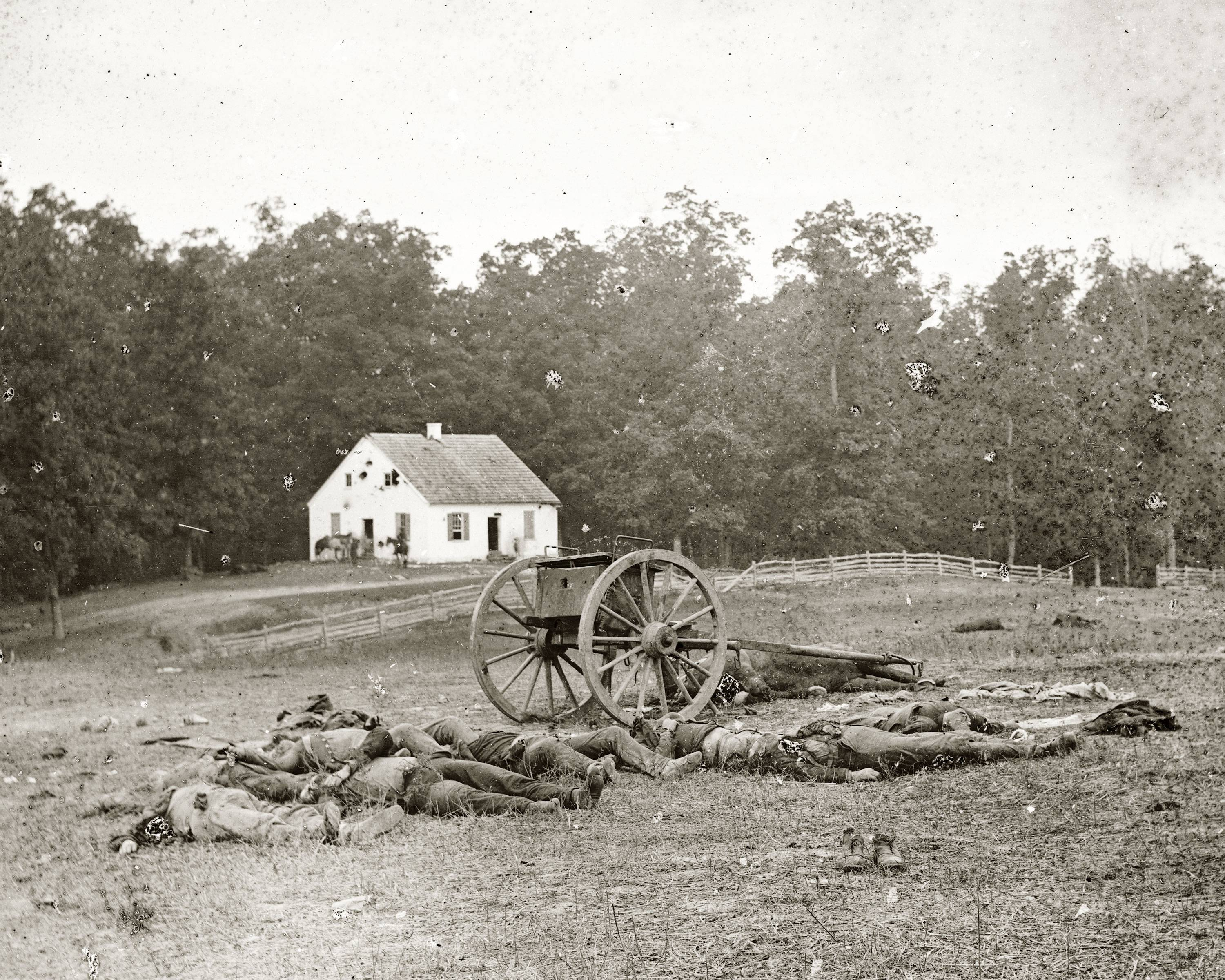
Confederati morti presso una batteria di artiglieria. Sullo sfondo la chiesa di Dunkard
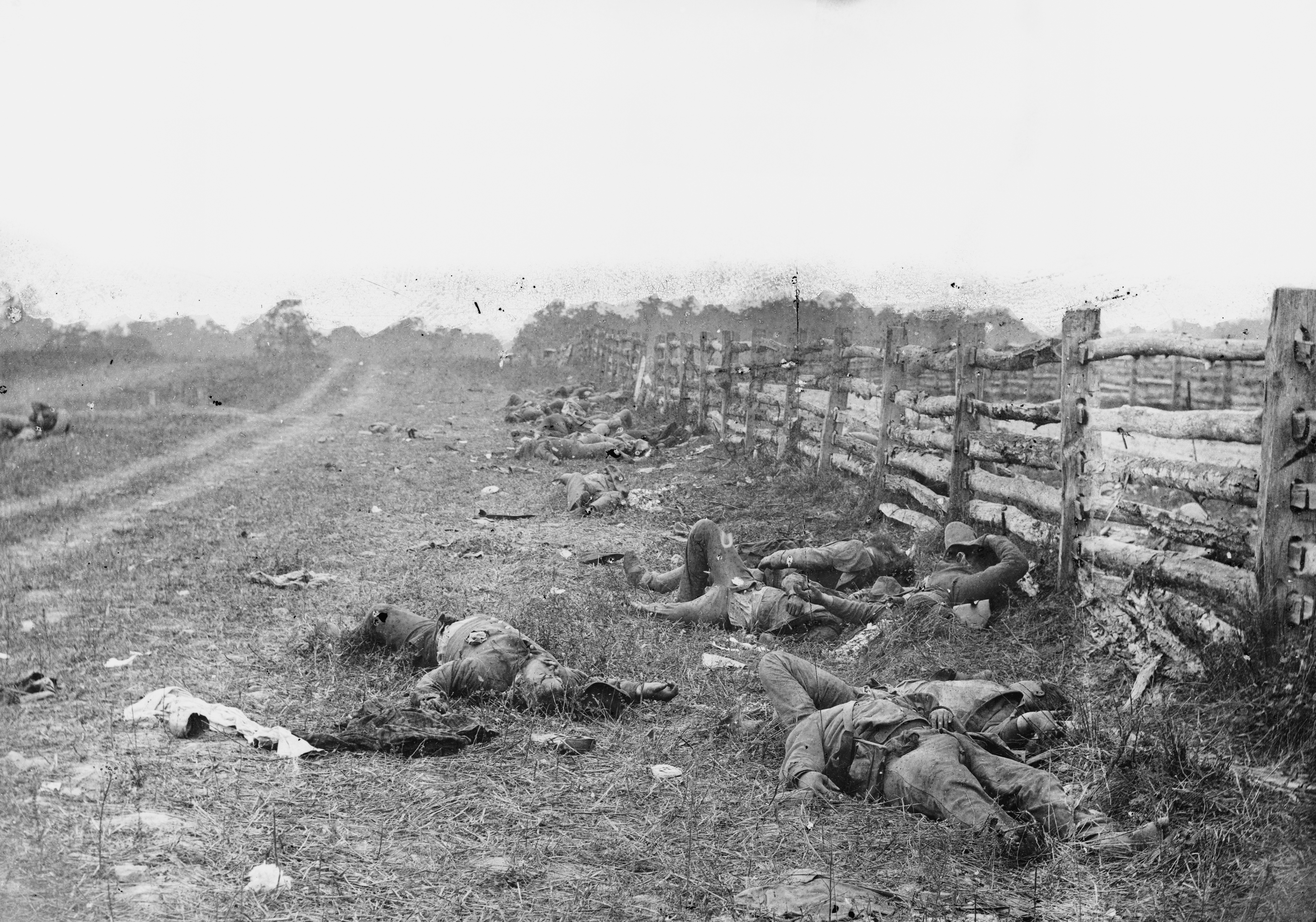
Confederati morti ad Antietam, a nord della chiesa di Dunker sul lato ovest dell'Hagerstown Pike
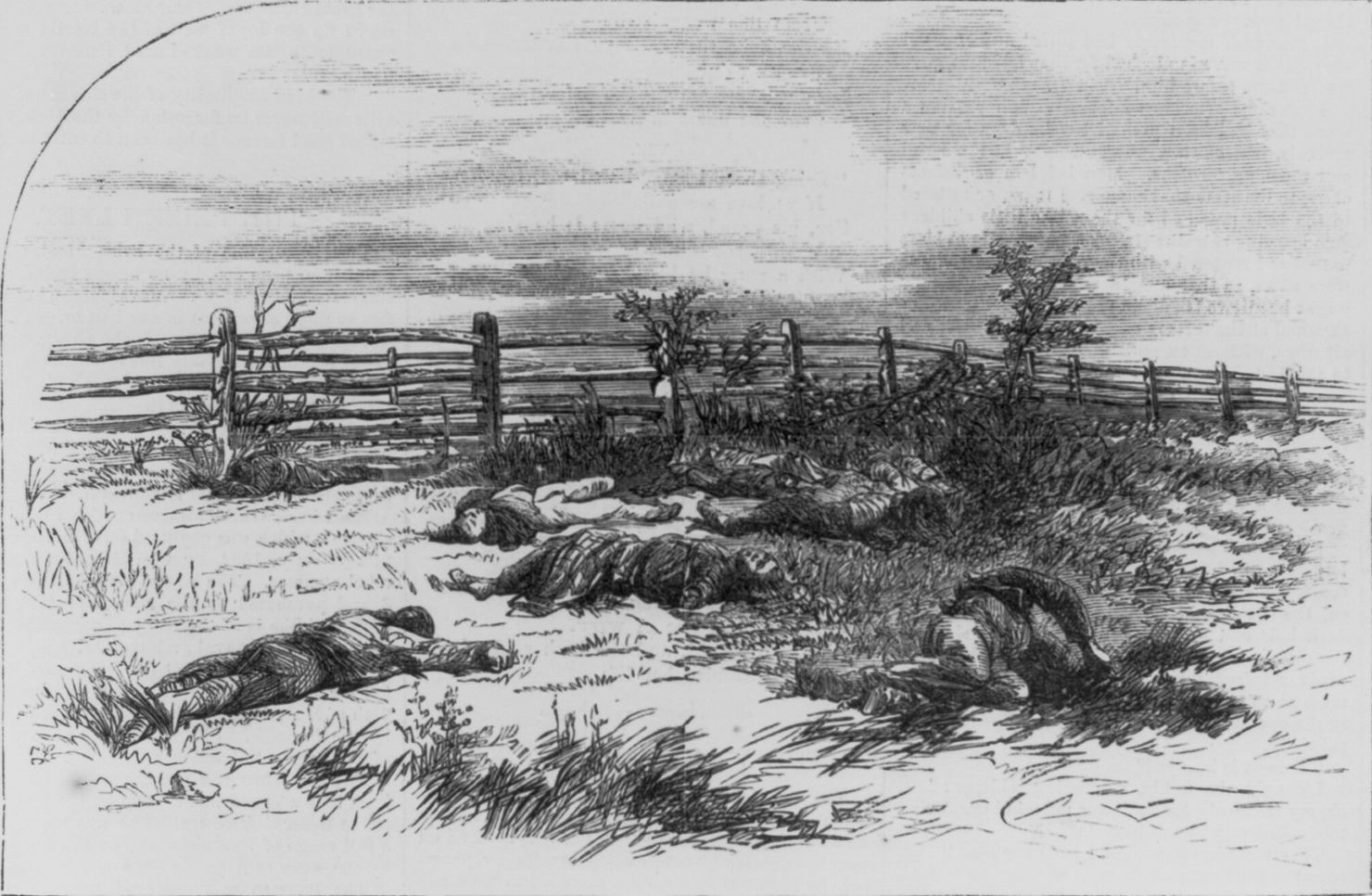
Confederati morti vicino all'Hagerstown Pike (disegno forse basato su una fotografia perduta di Gardner)
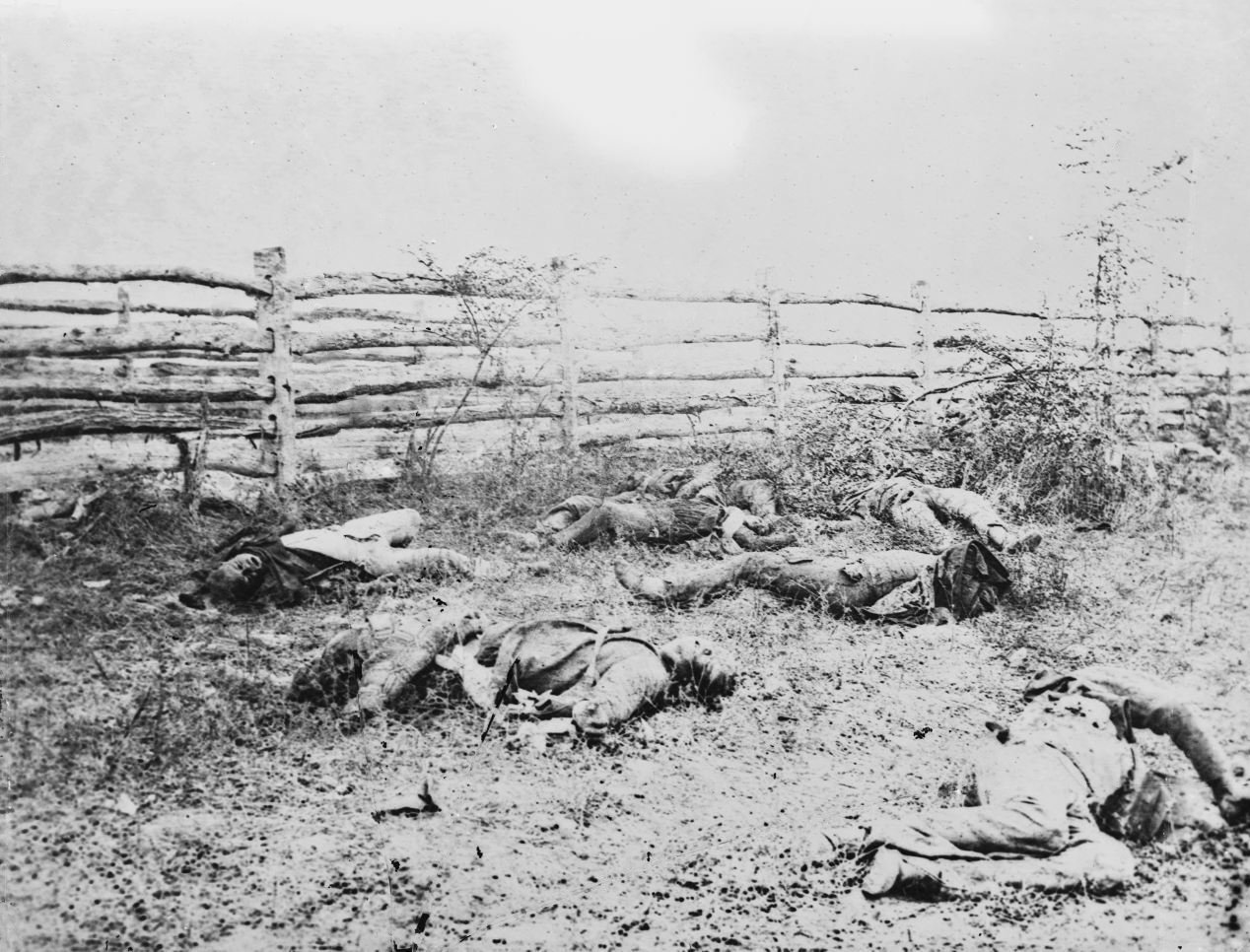
Confederati morti
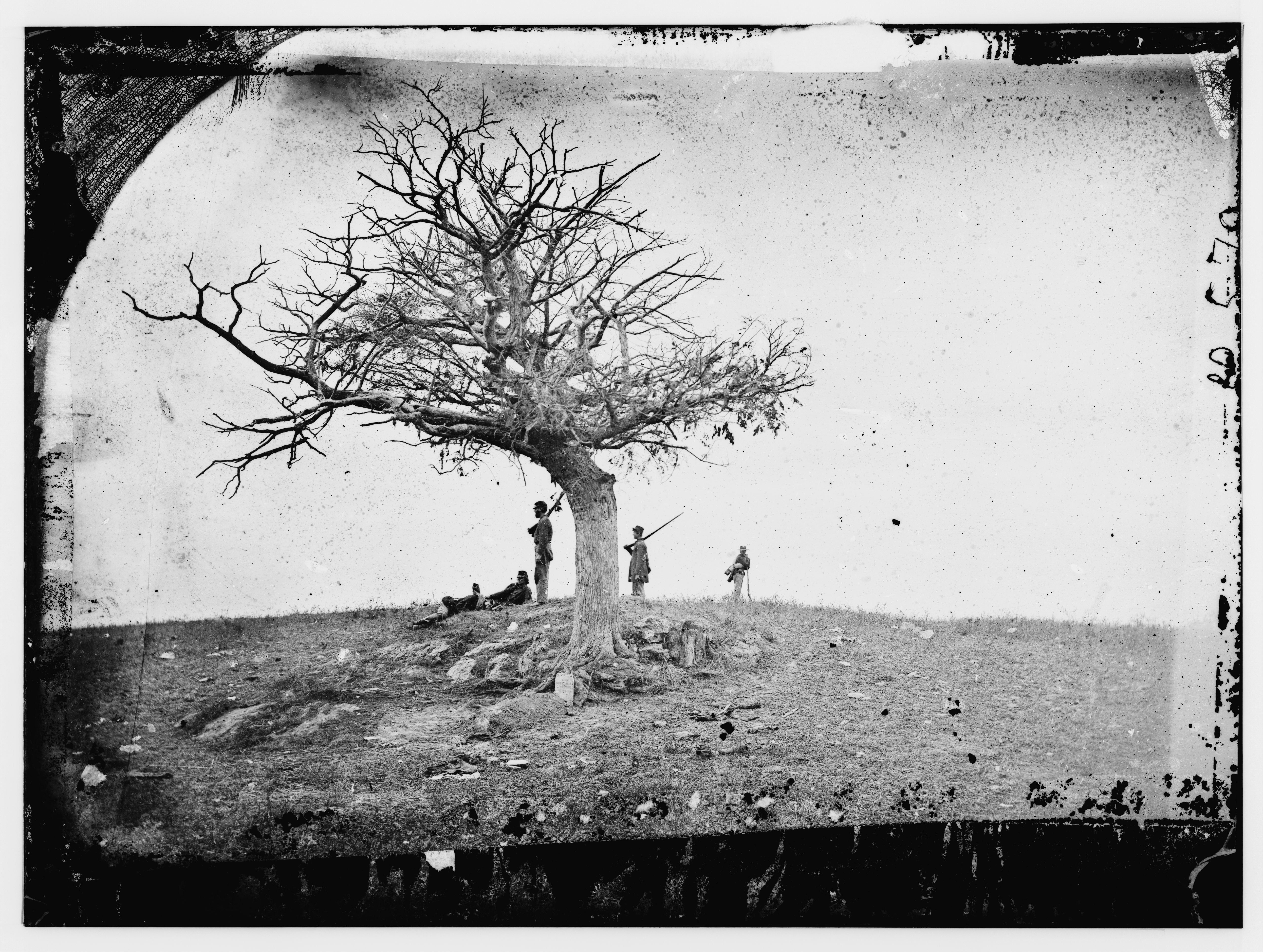
"A lonely Grave", tomba di soldati unionisti
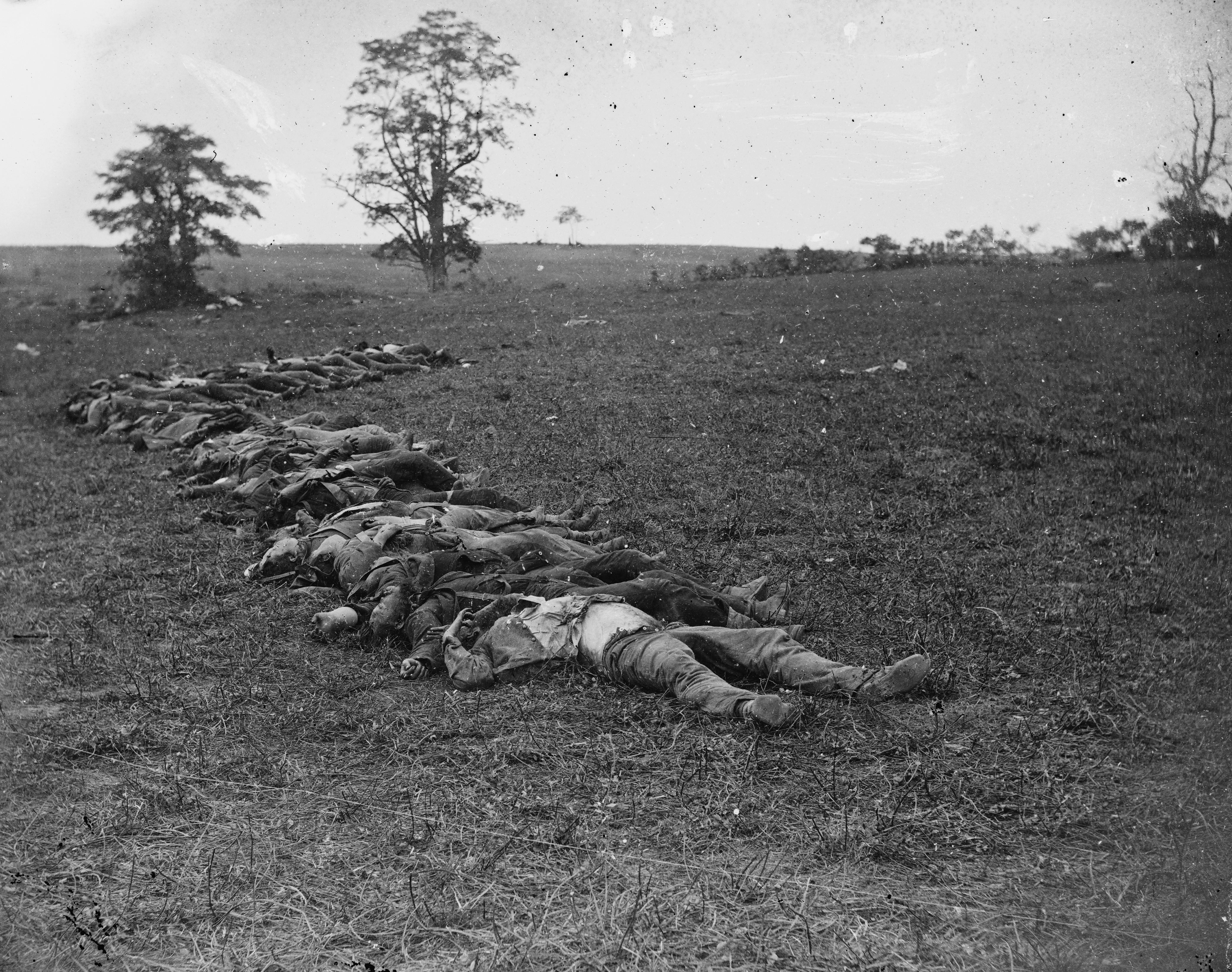
Confederati morti ad Antietam
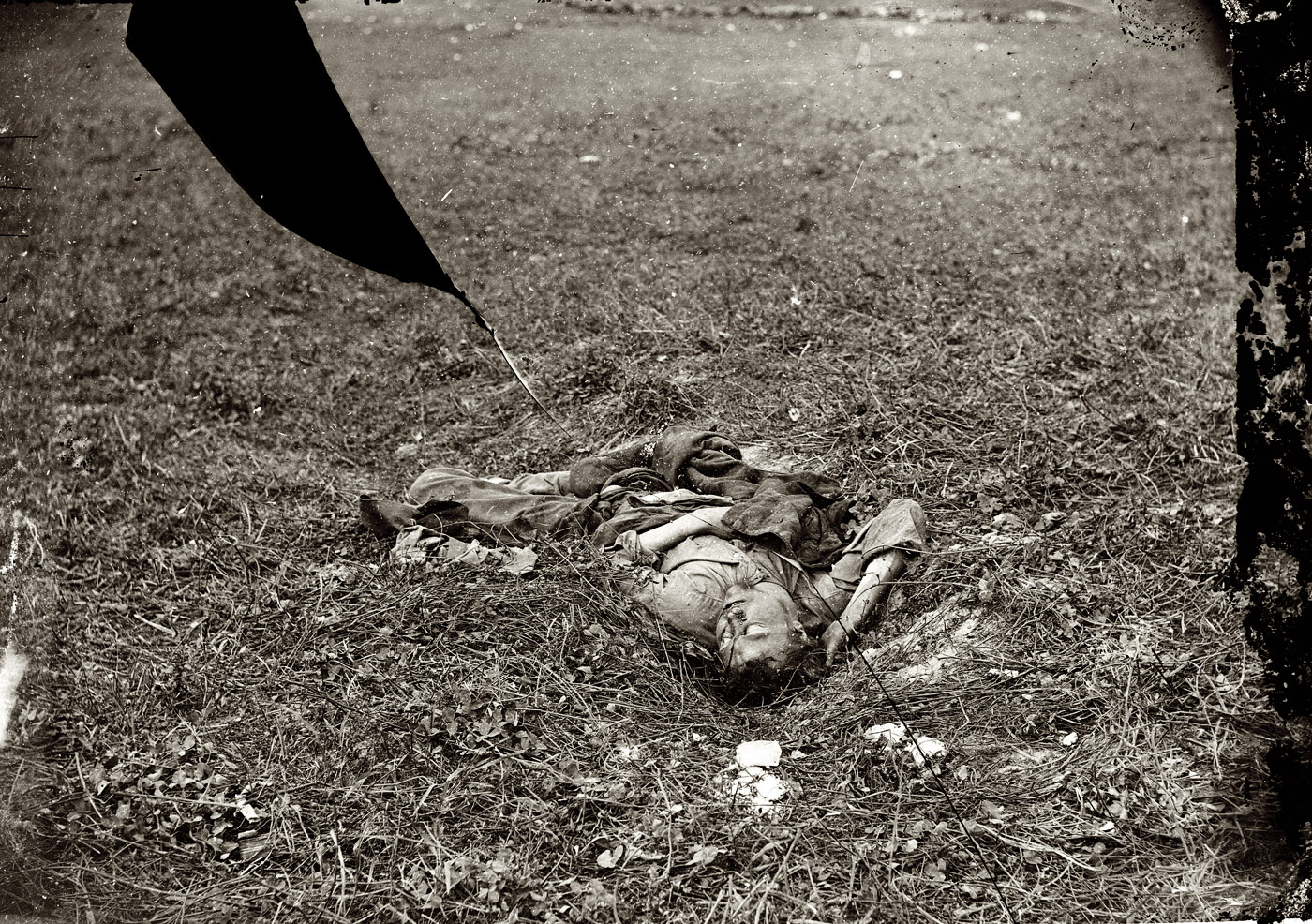
"Confederate soldier who after being wounded had evidently dragged himself to a little ravine on the hillside where he died"
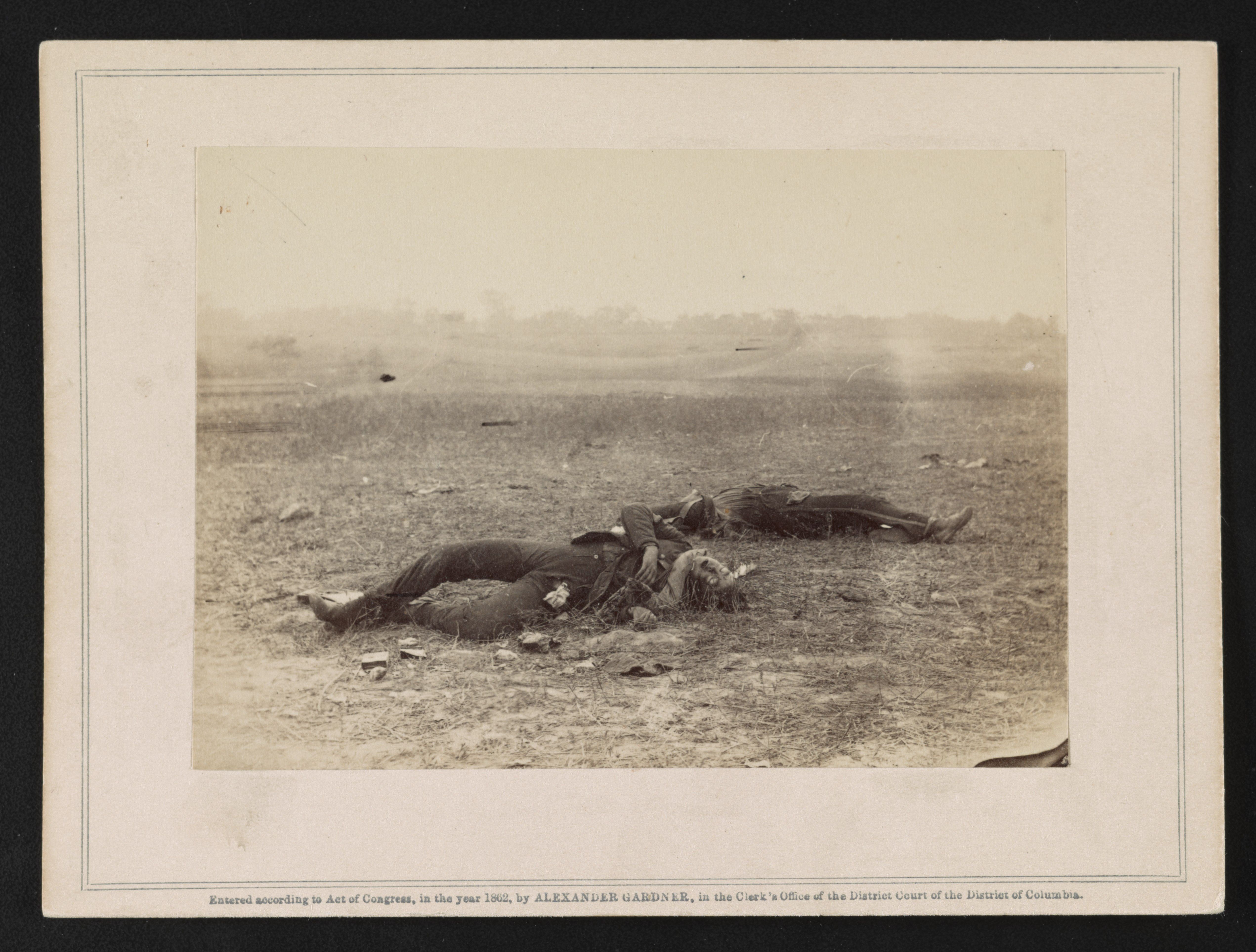
Confederati morti ad Antietam, fotografia erroneamente indicata come scattata presso Burnsides Bridge. In realtà è stata scattata a nord-est della chiesa di Dunkard, lungo Smoketown Road, guardando a ovest verso i West Woods
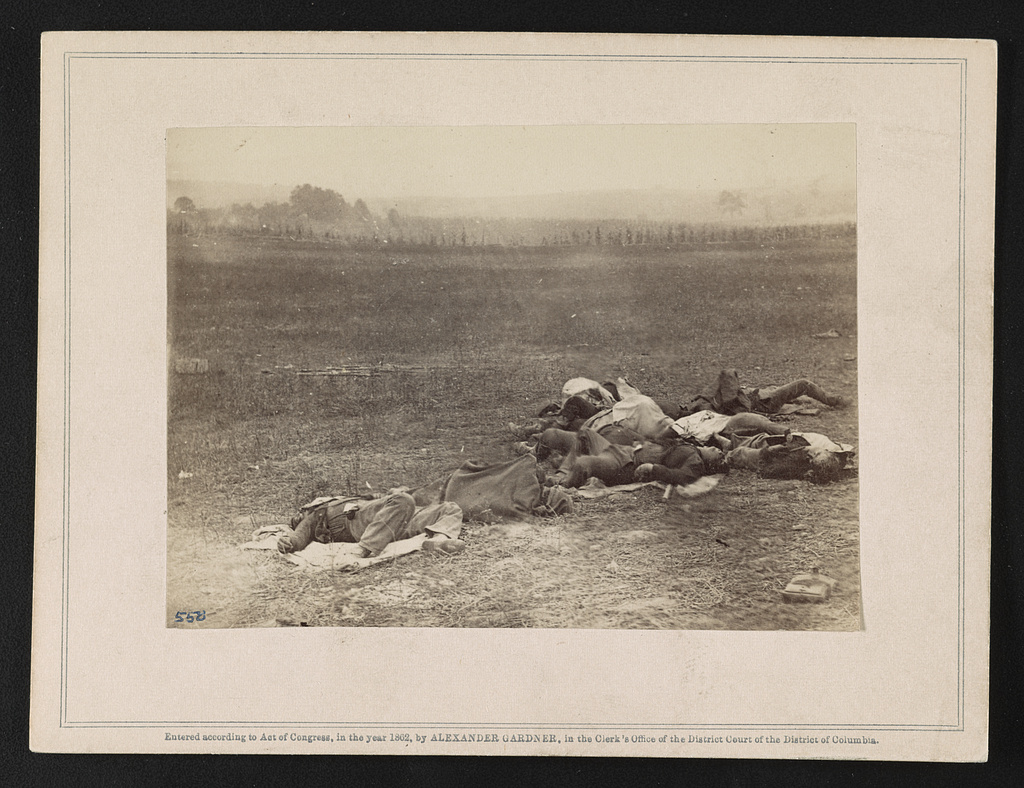
Soldati morti ad Antietam, erroneamente indicati come soldati dell'Irish Brigade. Forse confederati morti in altro luogo, ad est della chiesa di Dunkard e a sud-ovest della Mumma Farm[22], oppure soldati del 20 New York Infantry
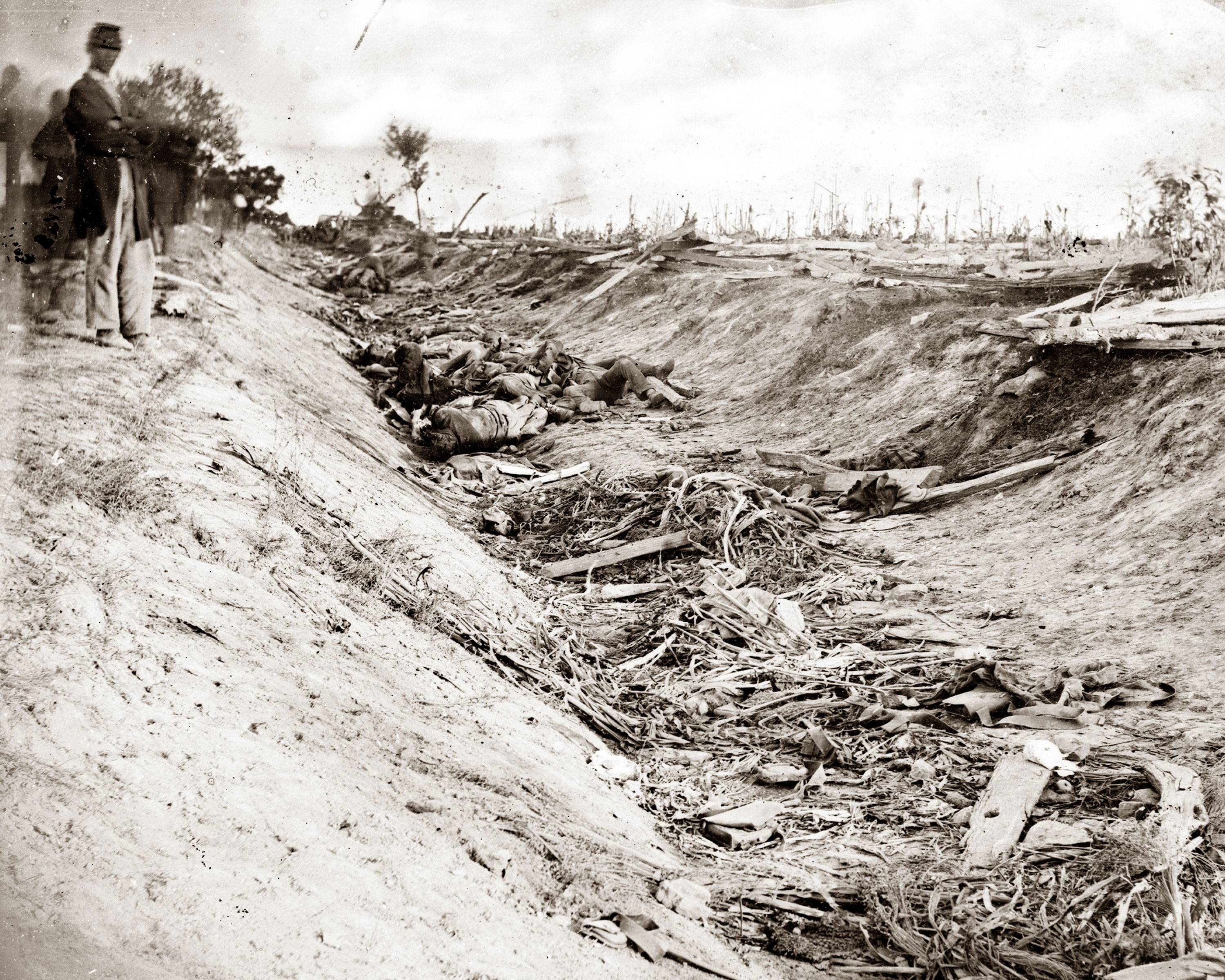
Confederati morti sulla Bloody Lane Road
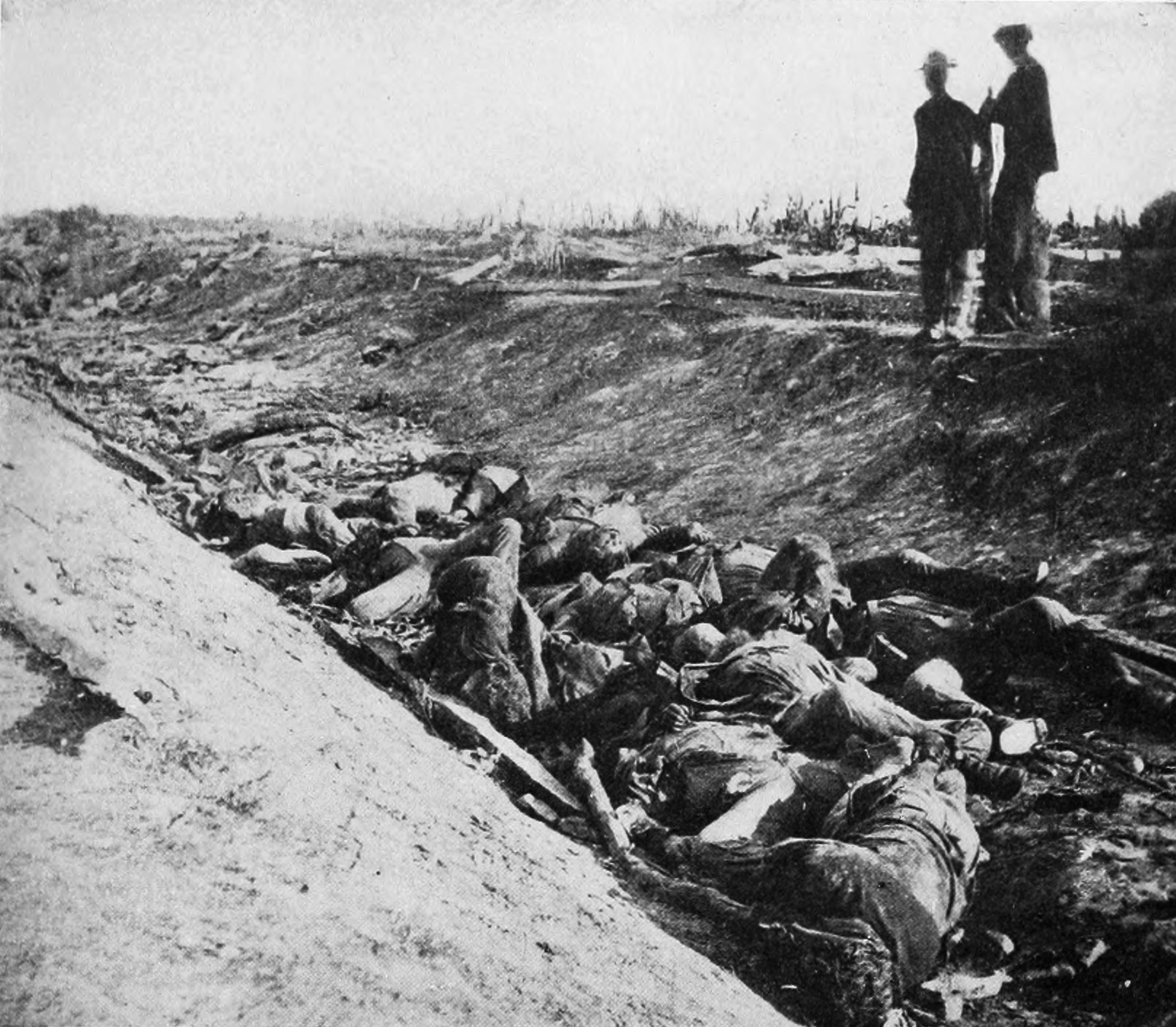
Confederati morti sulla Bloody Lane Road
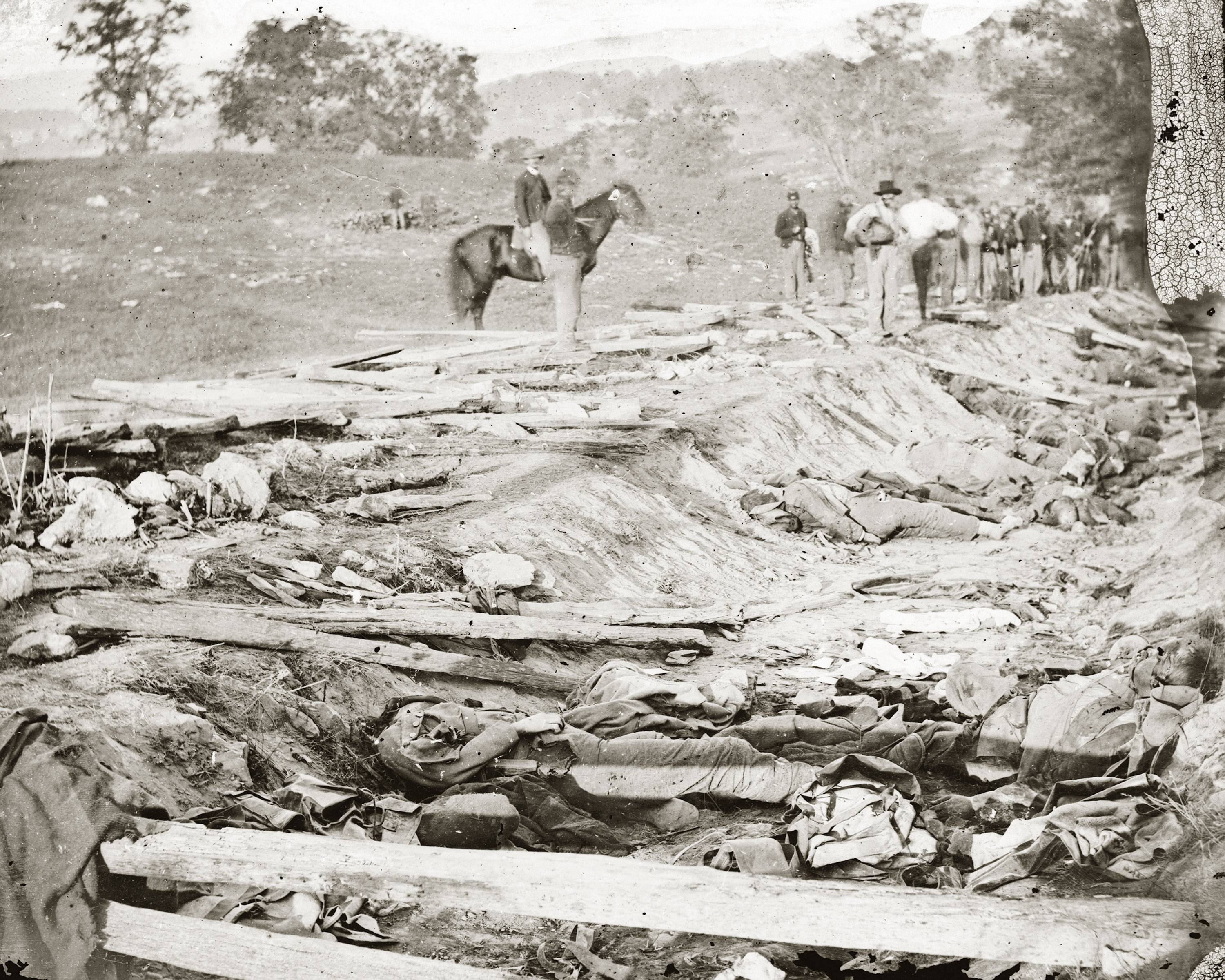
Confederati morti sulla Bloody Lane Road
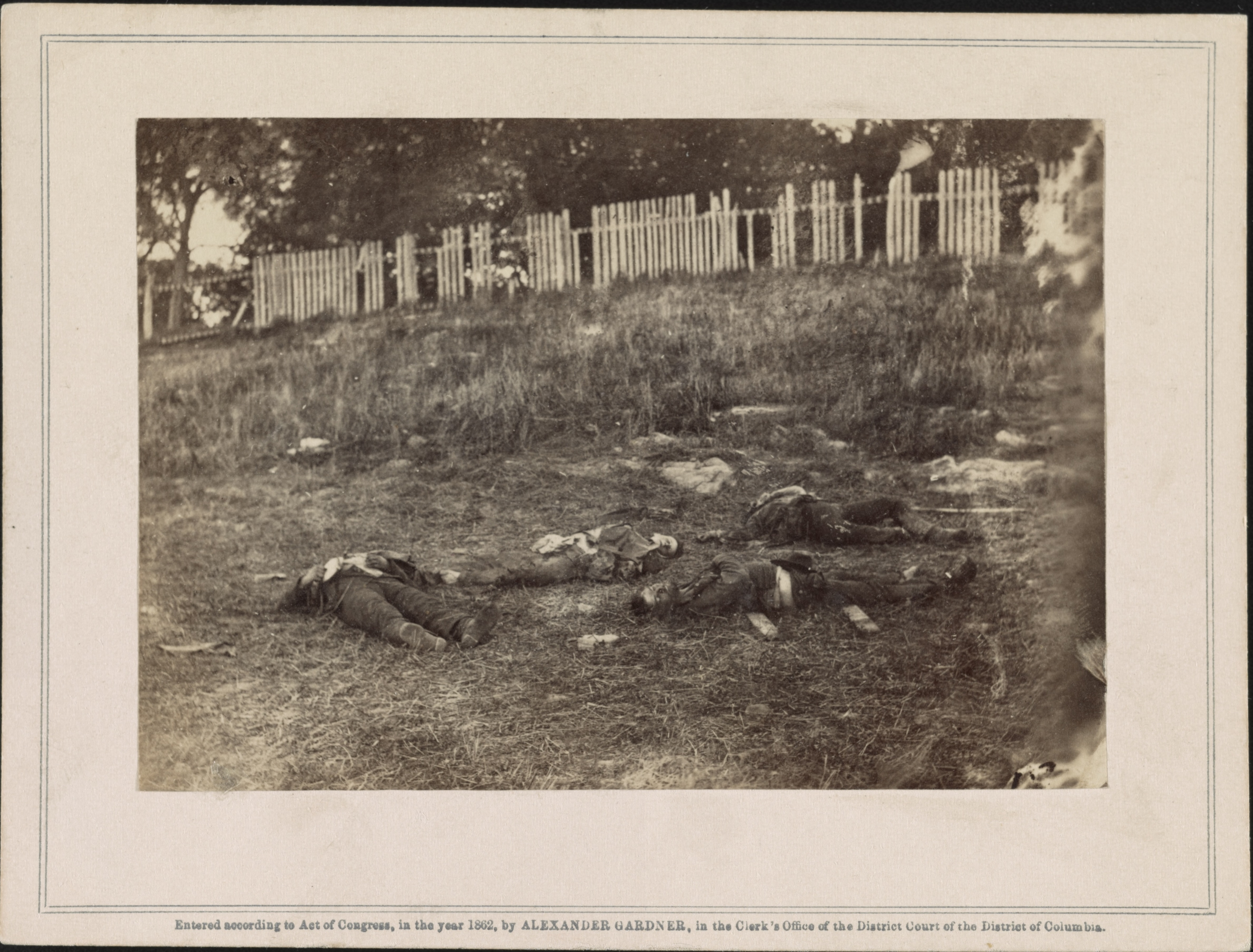
"View on Battlefield No 572", fotografia probabilmente scattata alla Sherrick Farm
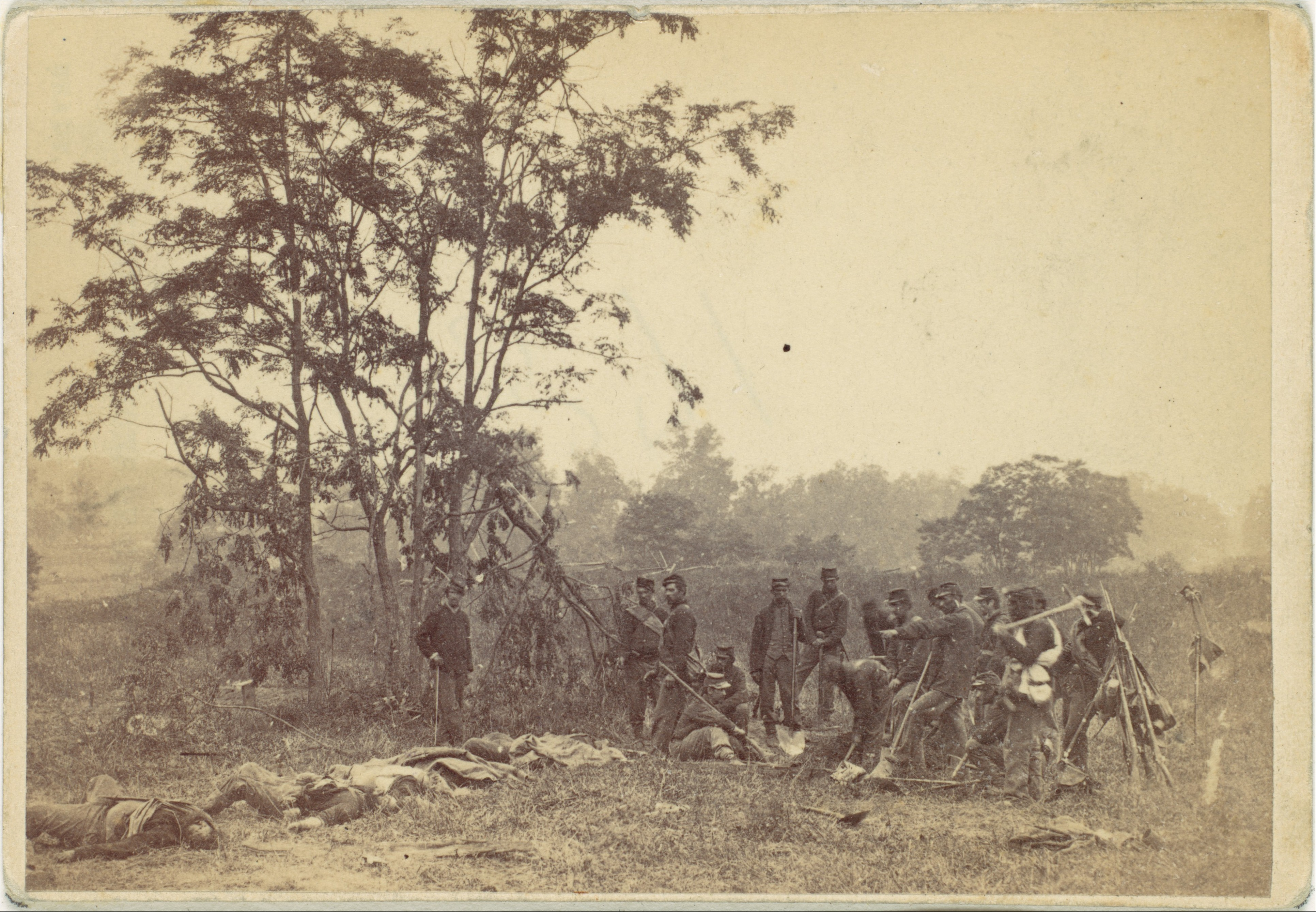
"Burying the Dead on the Battlefield of Antietam, September 1862"
"Confederate Colonel and horse, both killed at the Battle of Antietam"[25]
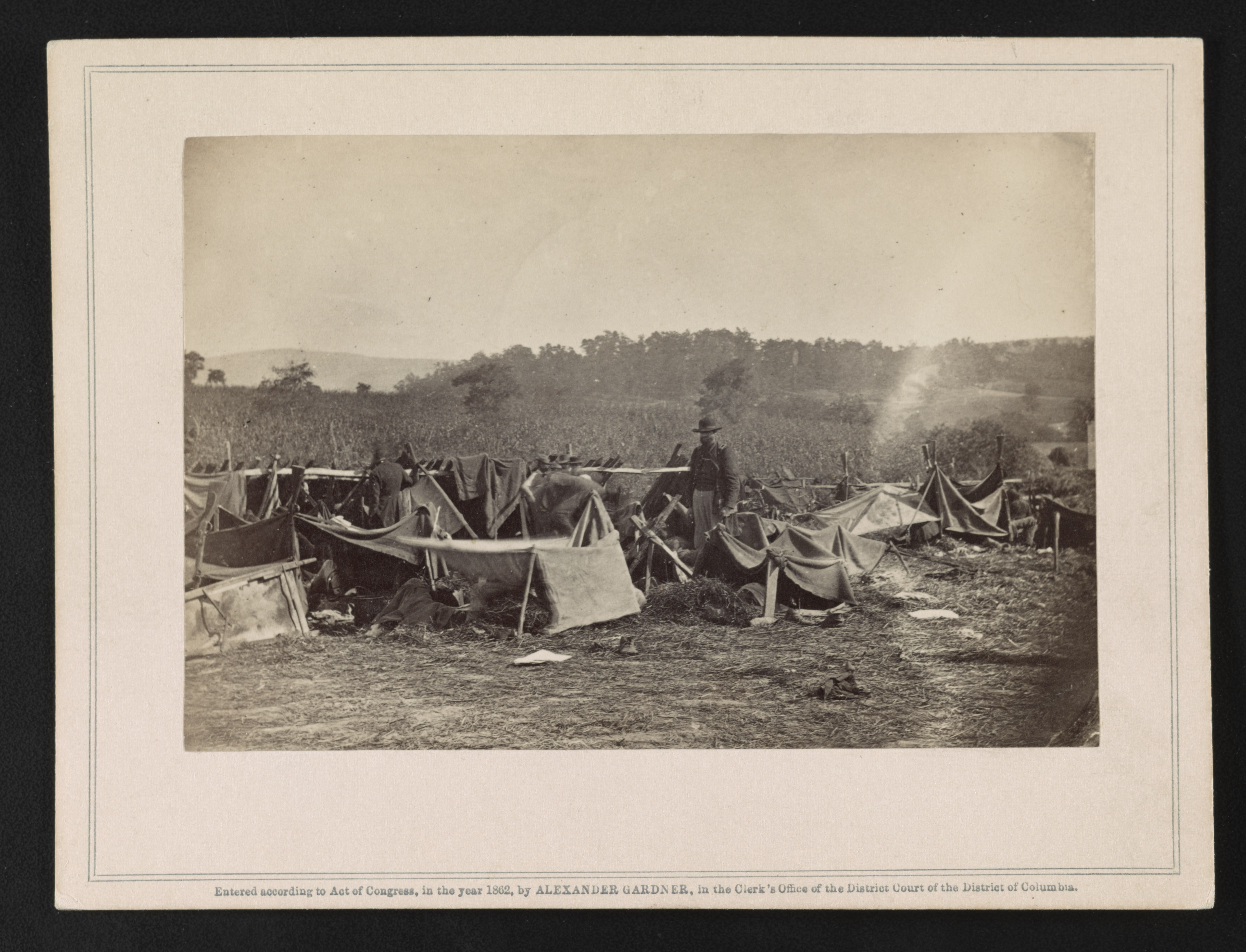
"Dr. A. Hurd, 14th Indiana Volunteers, attending to Confederate wounded after the Battle of Antietam"
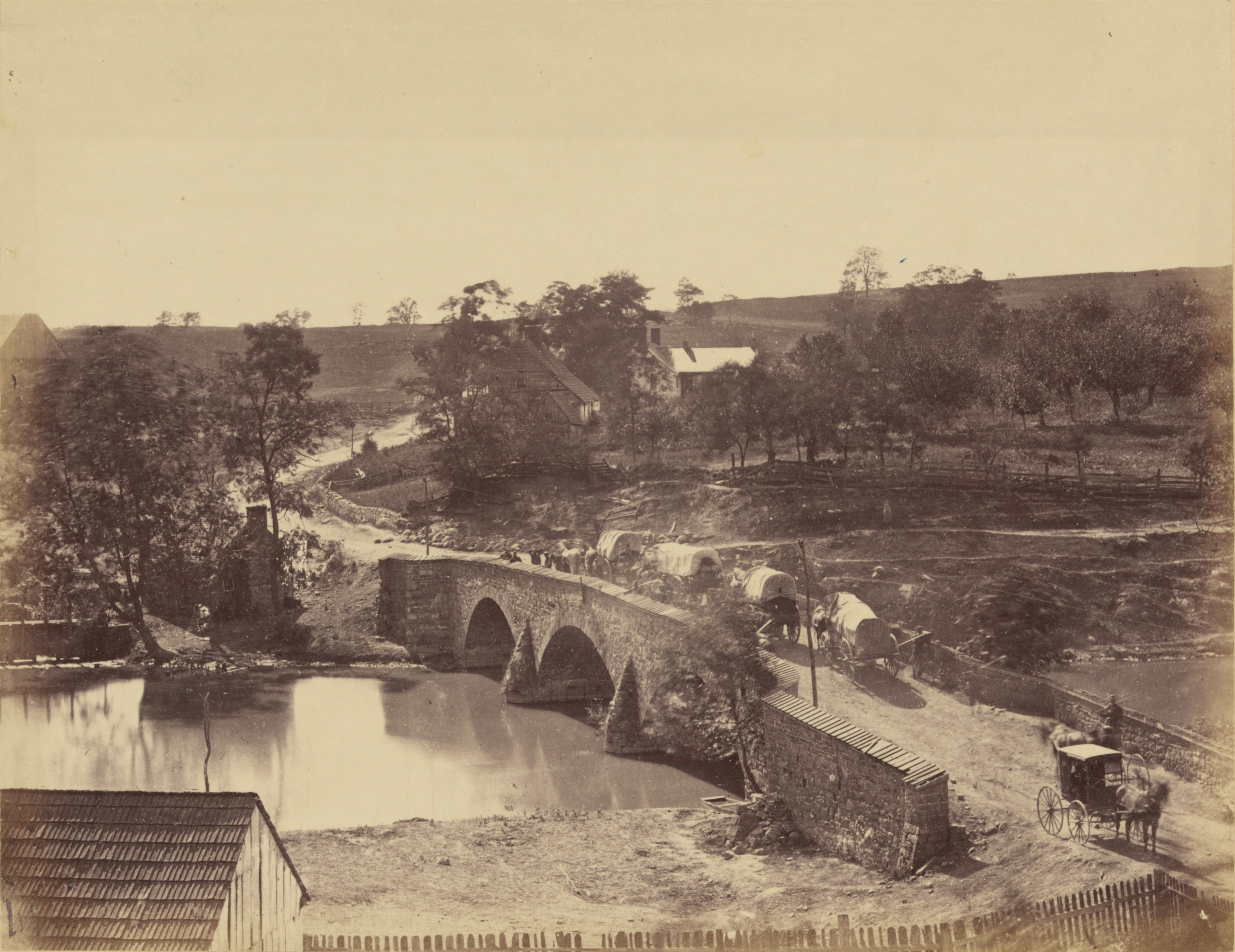
Middle bridge sull'Antietam Creek
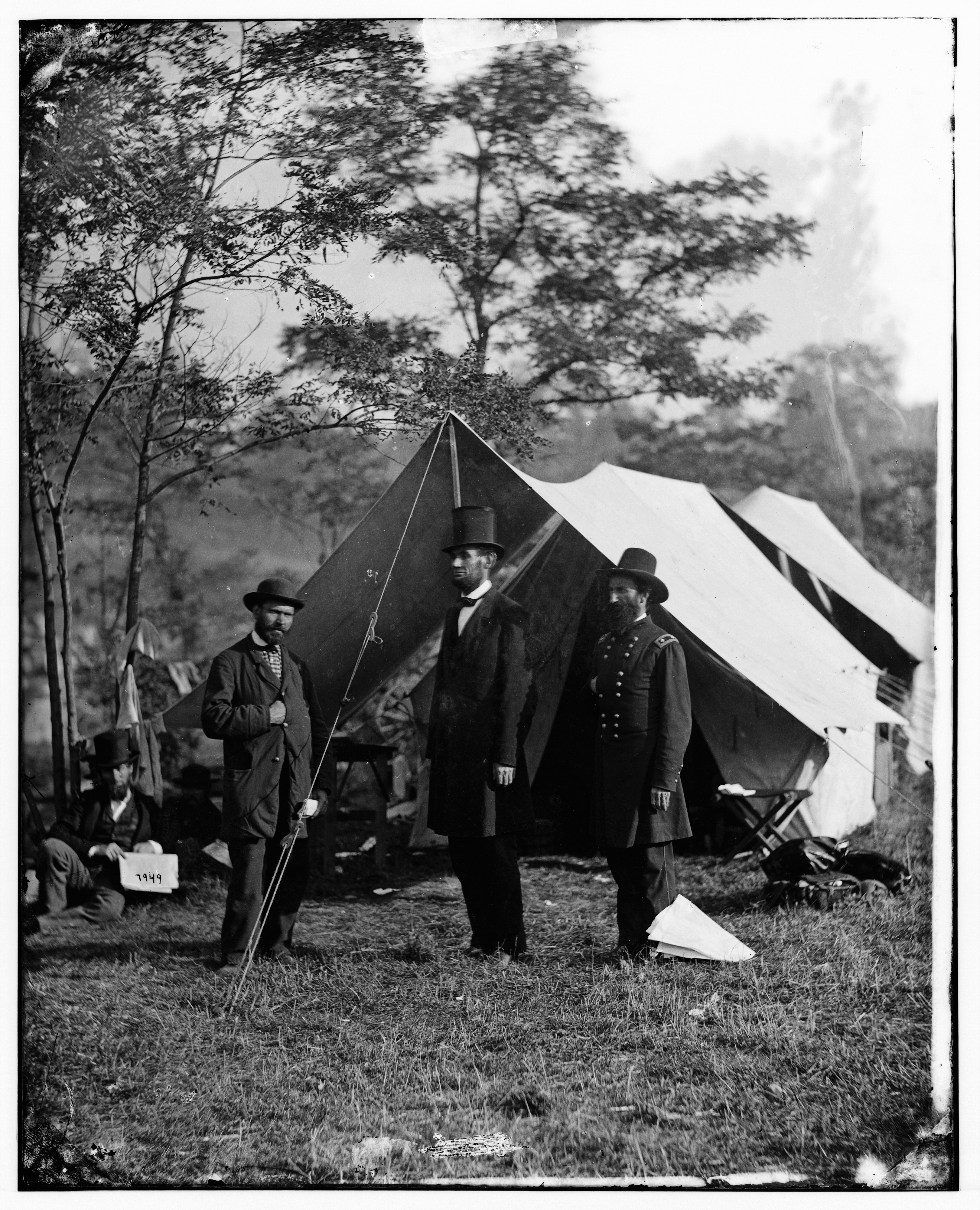
Abraham Lincoln, Allan Pinkerton and John Alexander McClernand, in visita sul campo di battaglia di Antietam
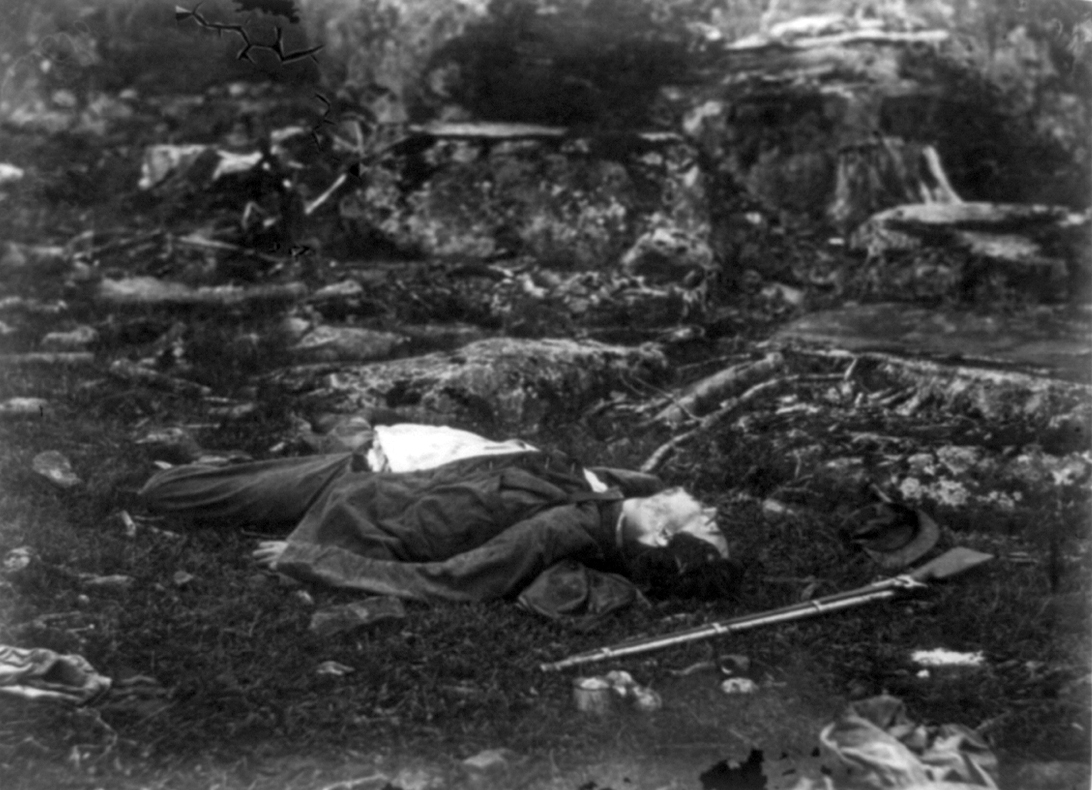
"A Sharpshooter's Last sleep"
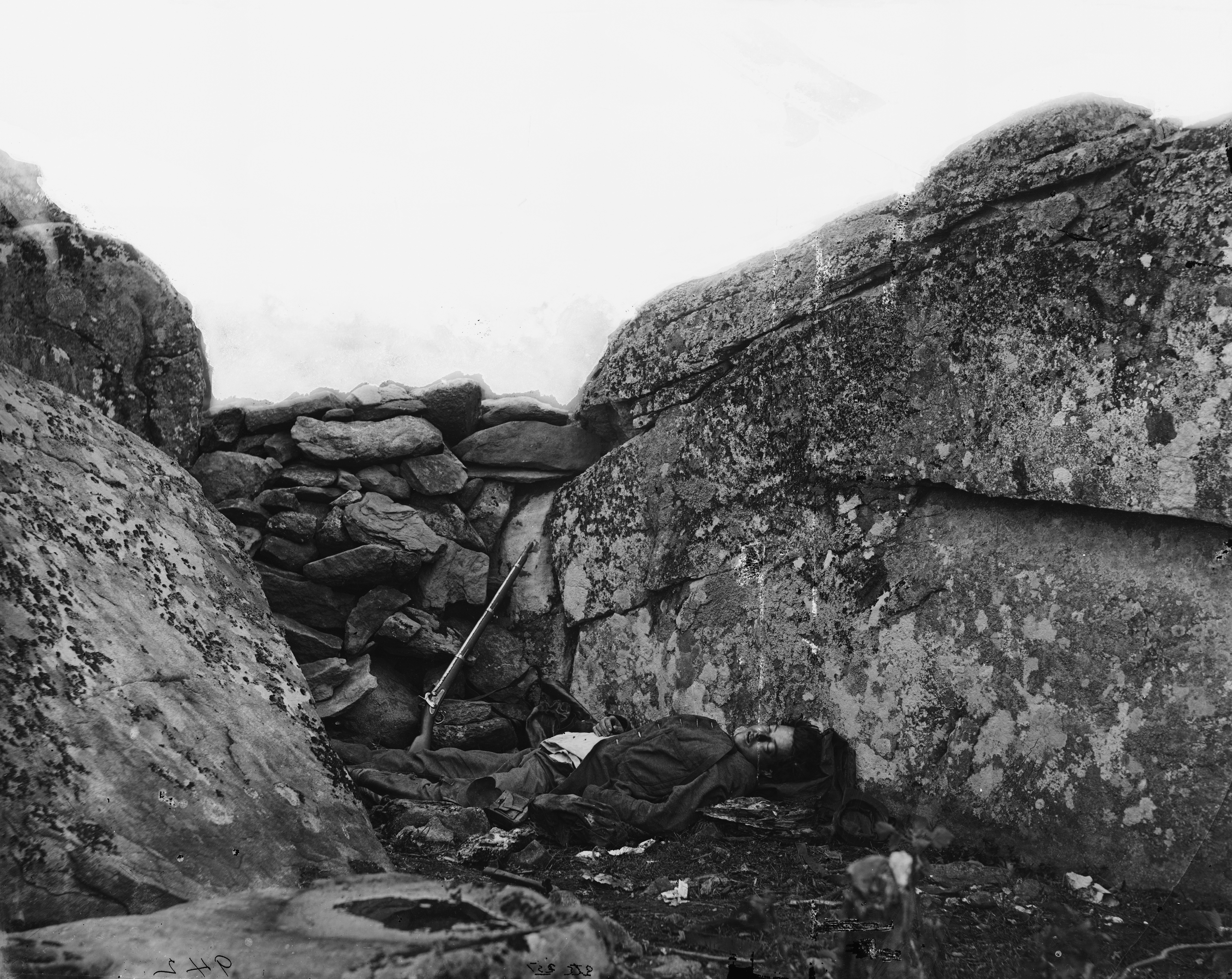
"The home of a Rebel Sharpshooter", Gettysburg
Il Gettysburg Portrait, ritratto di Abraham Lincoln scattata l'8 novembre 1863, undici giorni prima del suo discorso di Gettysburg
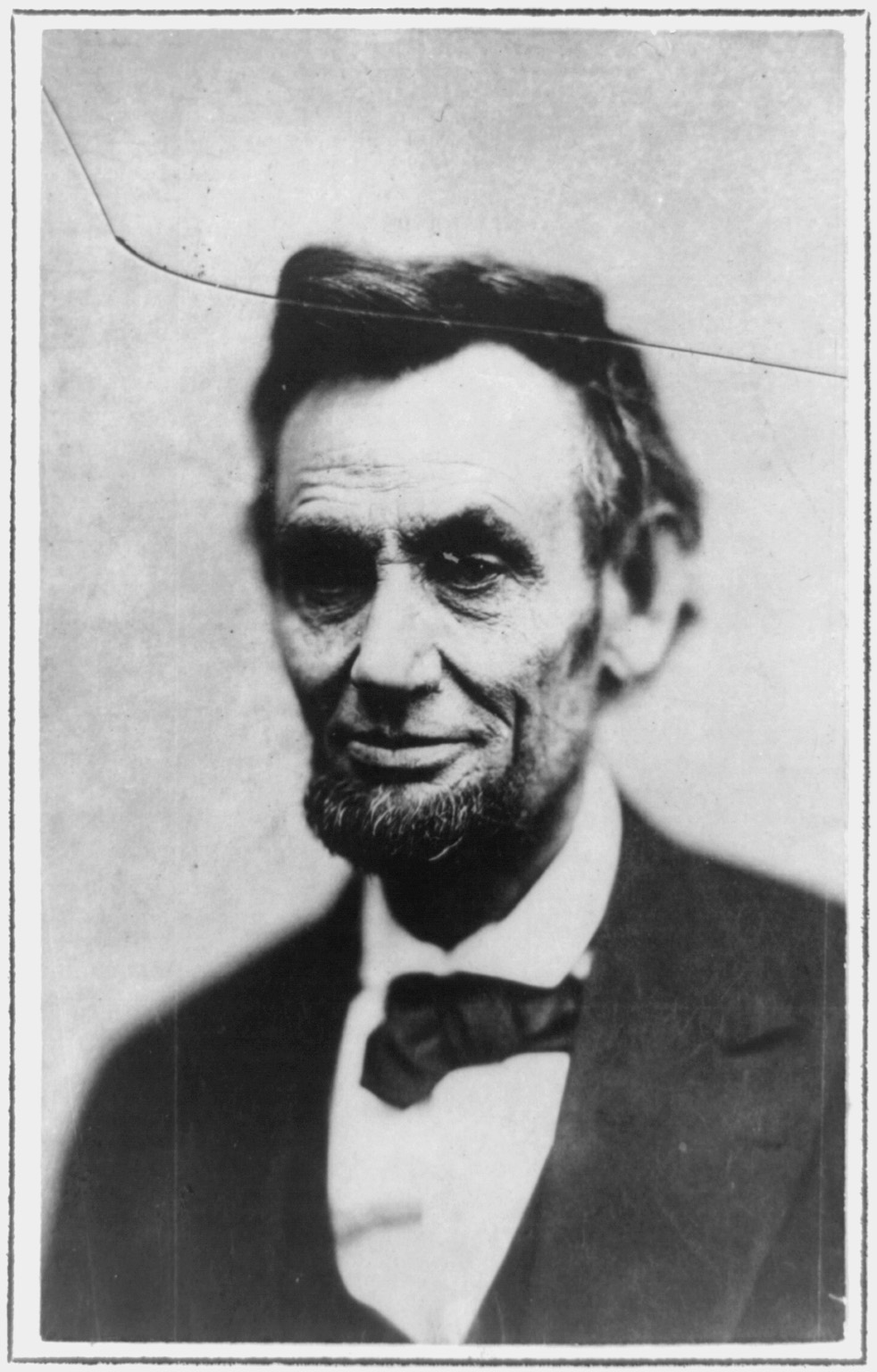
Ritratto in vetro incrinato di Abraham Lincoln, considerata l'ultima fotografia scattata al presidente prima della sua morte. In realtà fu scattata nel febbraio 1865
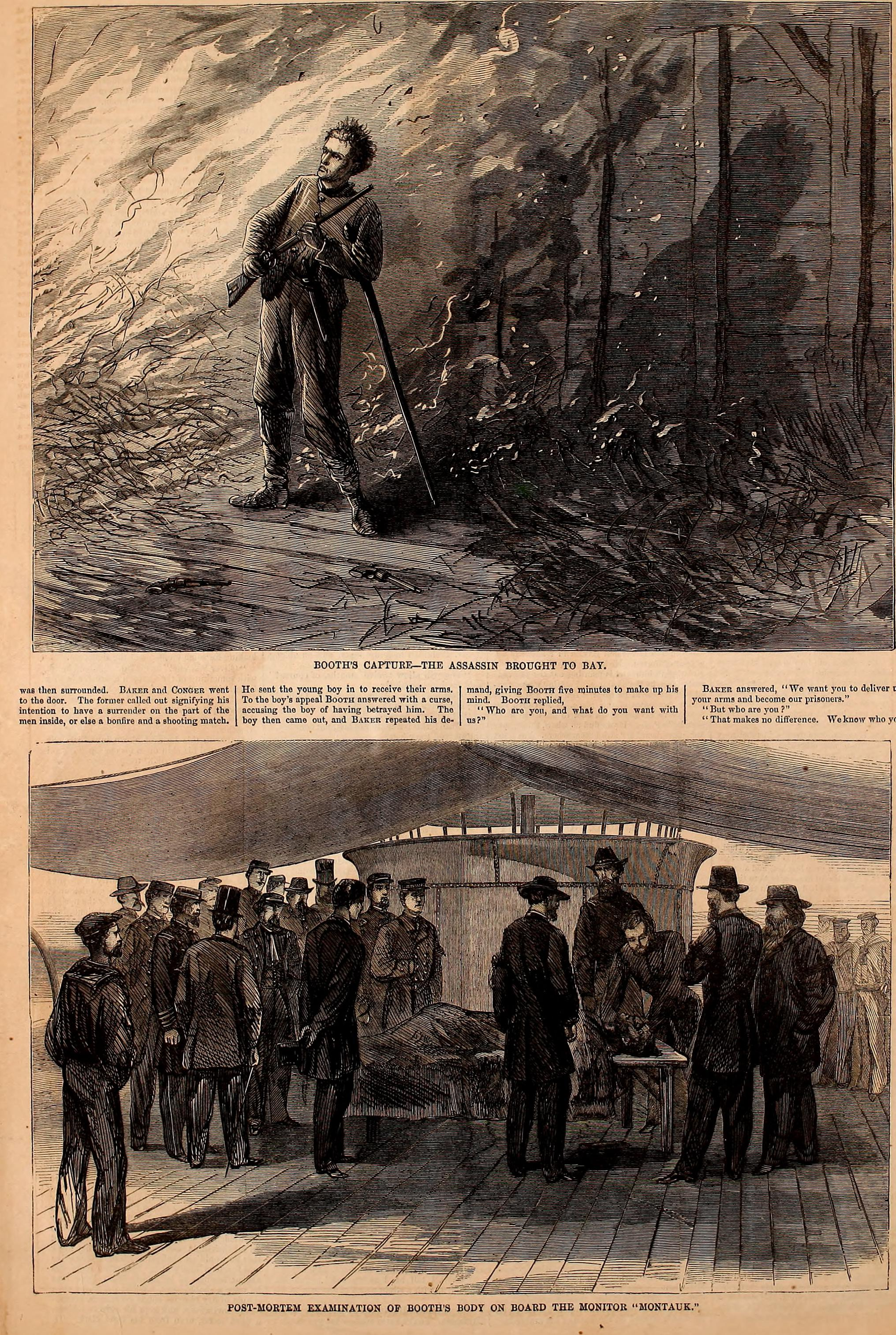
Harper's Weekly: autopsia di John Wilkes Booth sulla USS Montauk (immagine forse basata su una fotografia perduta di Gardner)
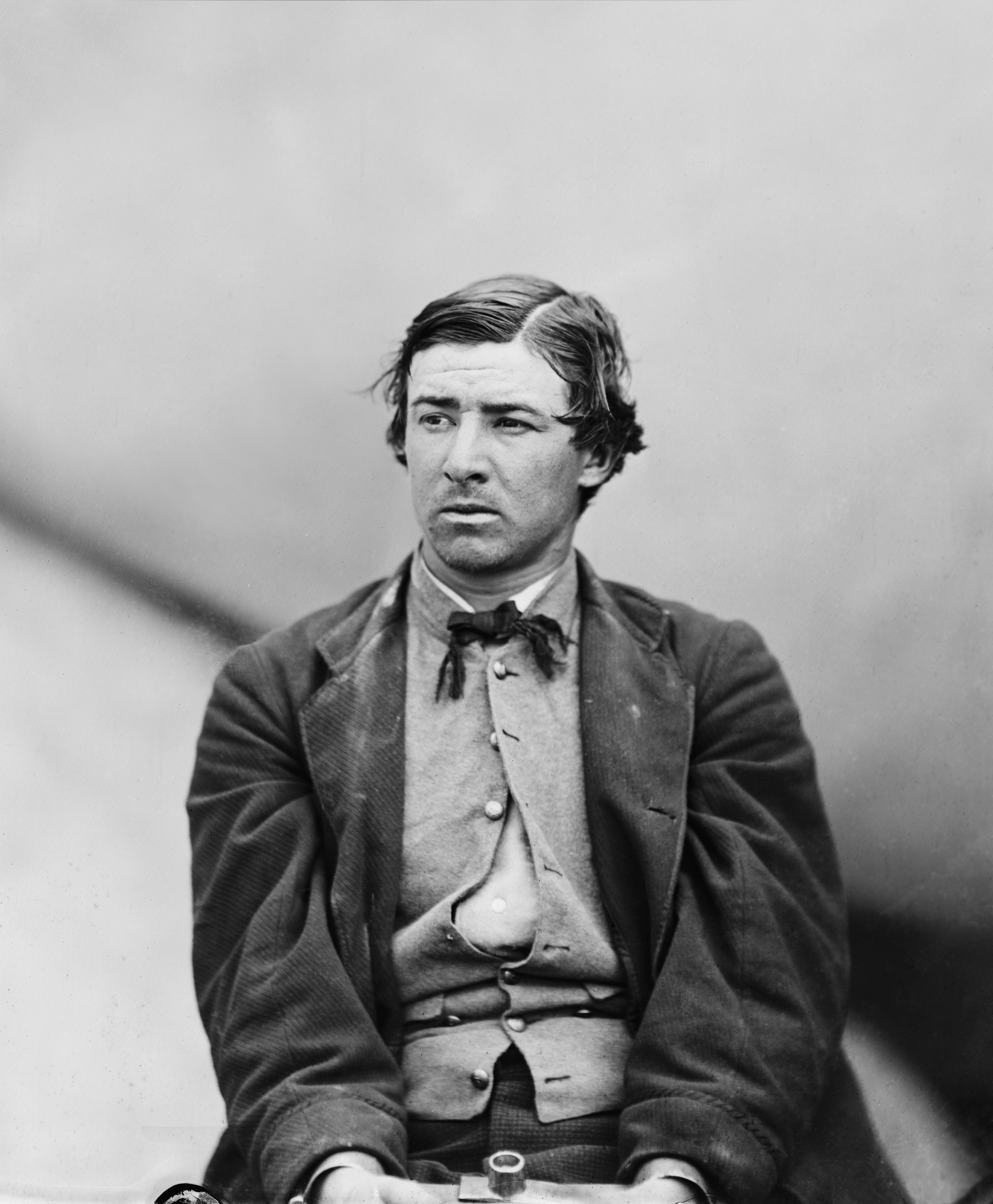
David Herold, uno dei cospiratori dell'assassinio di Lincoln, dopo il suo arresto
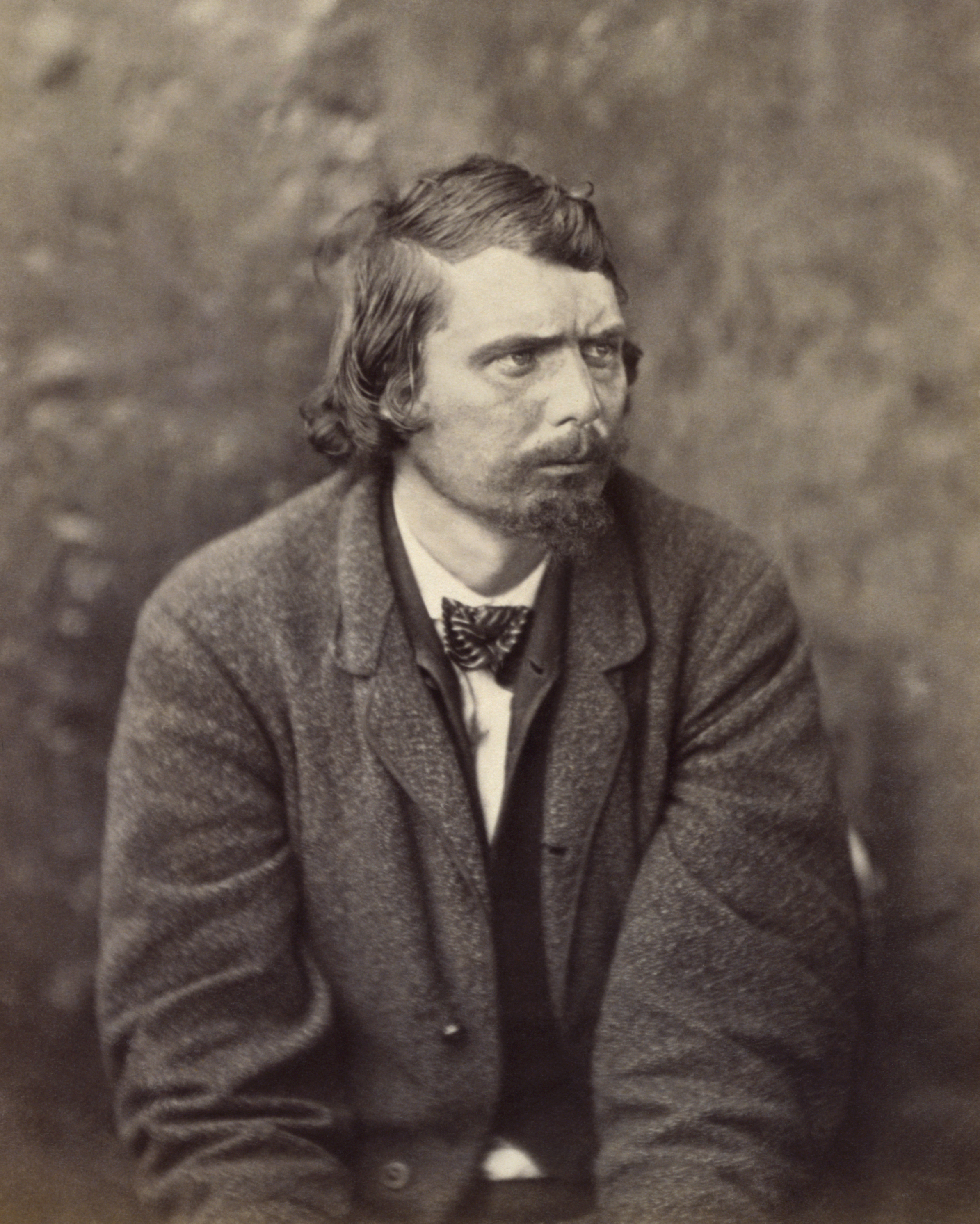
George Atzerodt, uno dei cospiratori dell'assassinio di Lincoln, dopo il suo arresto
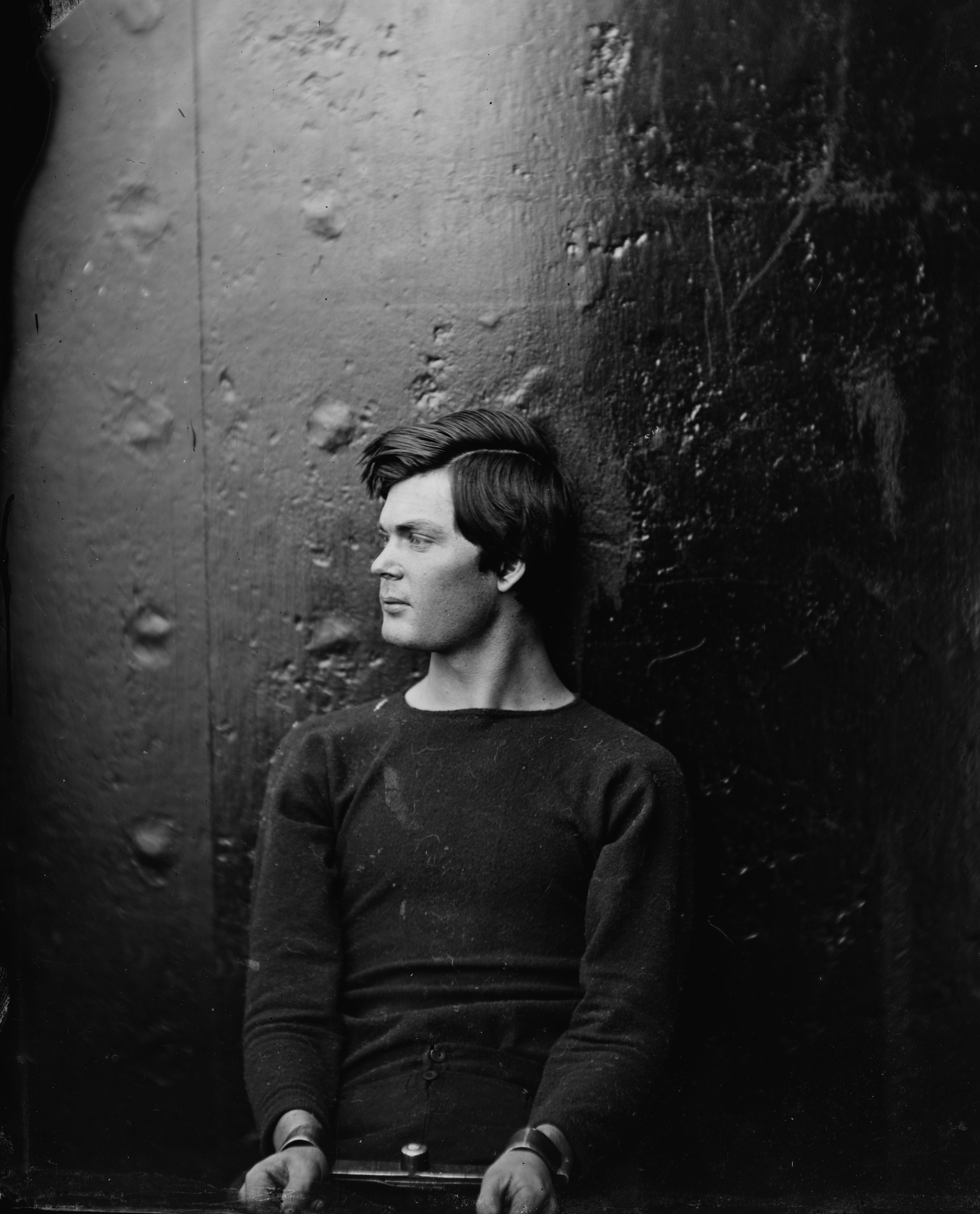
Lewis Powell, uno dei cospiratori dell'assassinio di Lincoln, dopo il suo arresto
Il generale John F. Hartranft, responsabile della detenzione dei cospiratori presso l'Arsenale, e il suo staff
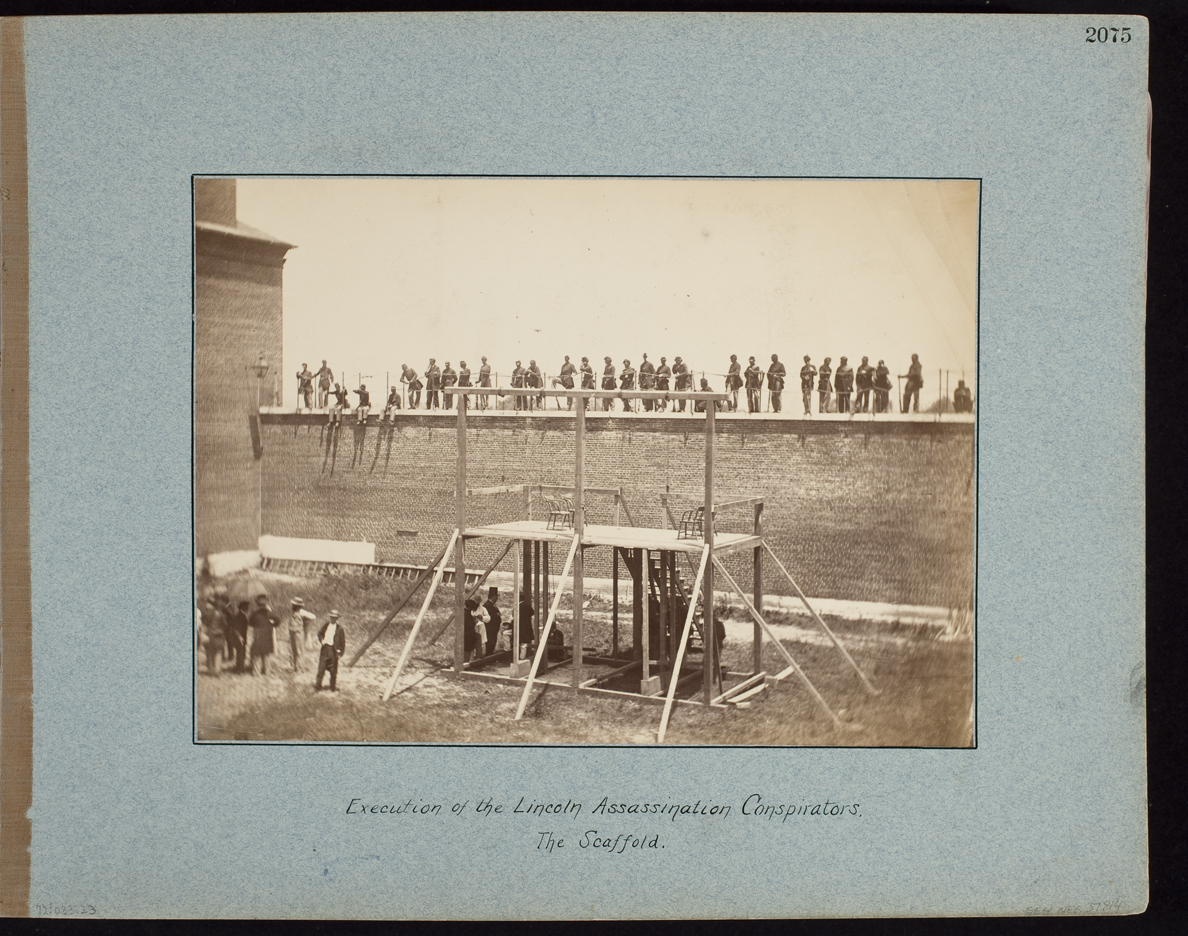
"The Scaffold"
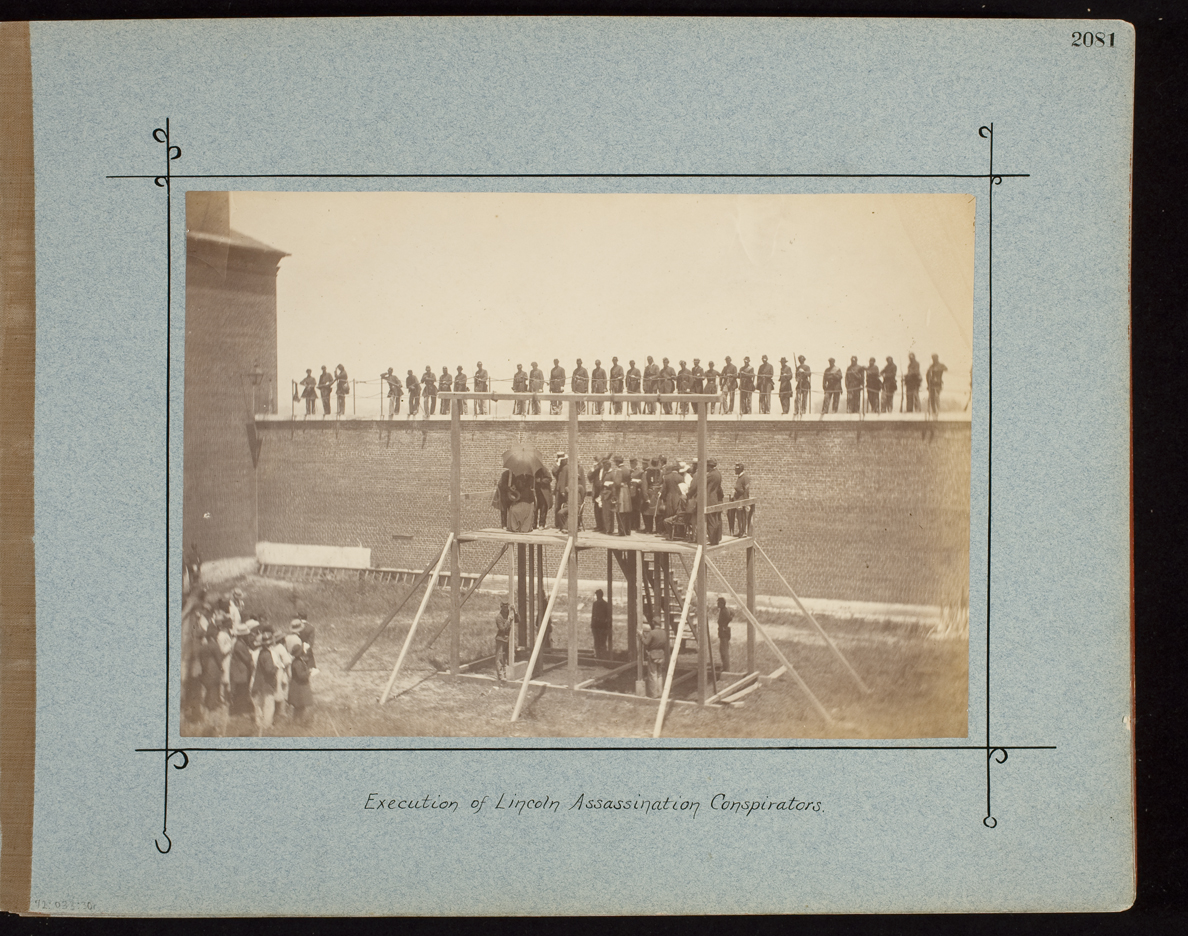
Esecuzione dei cospiratori Mary Surratt, Lewis Powell, David Herold e George Atzerodt, 7 luglio 1865
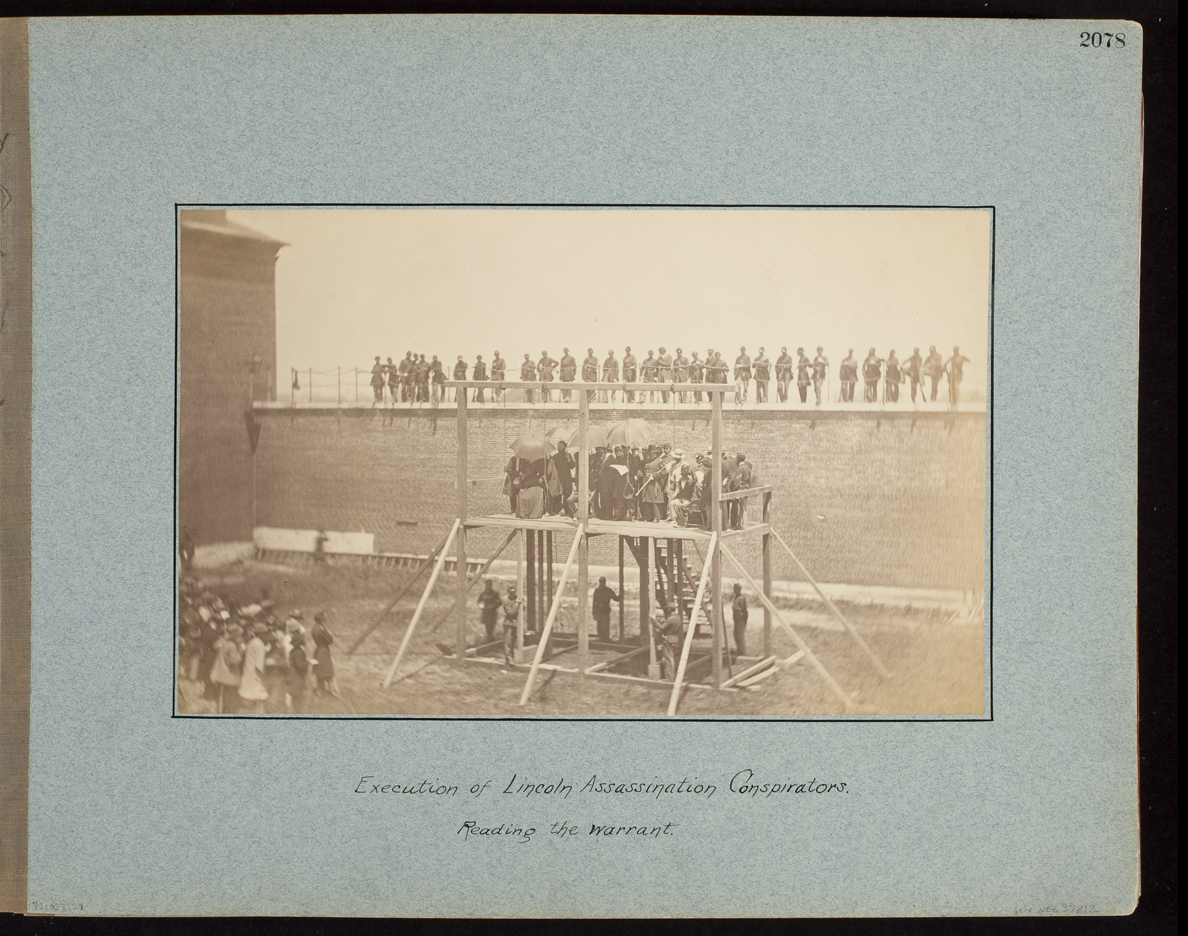
"Reading the Warrant"
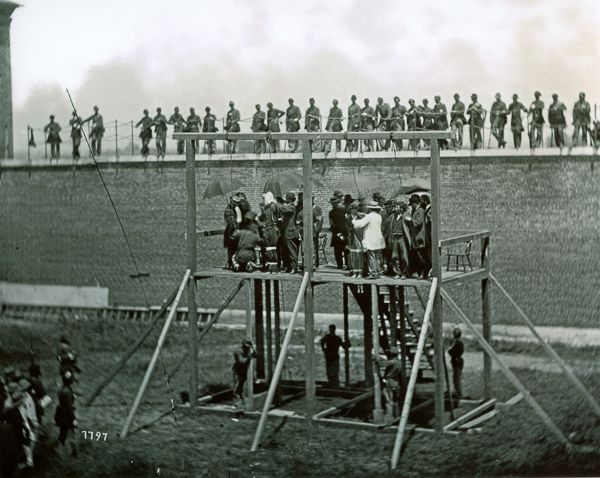
"Adjusting the Ropes"
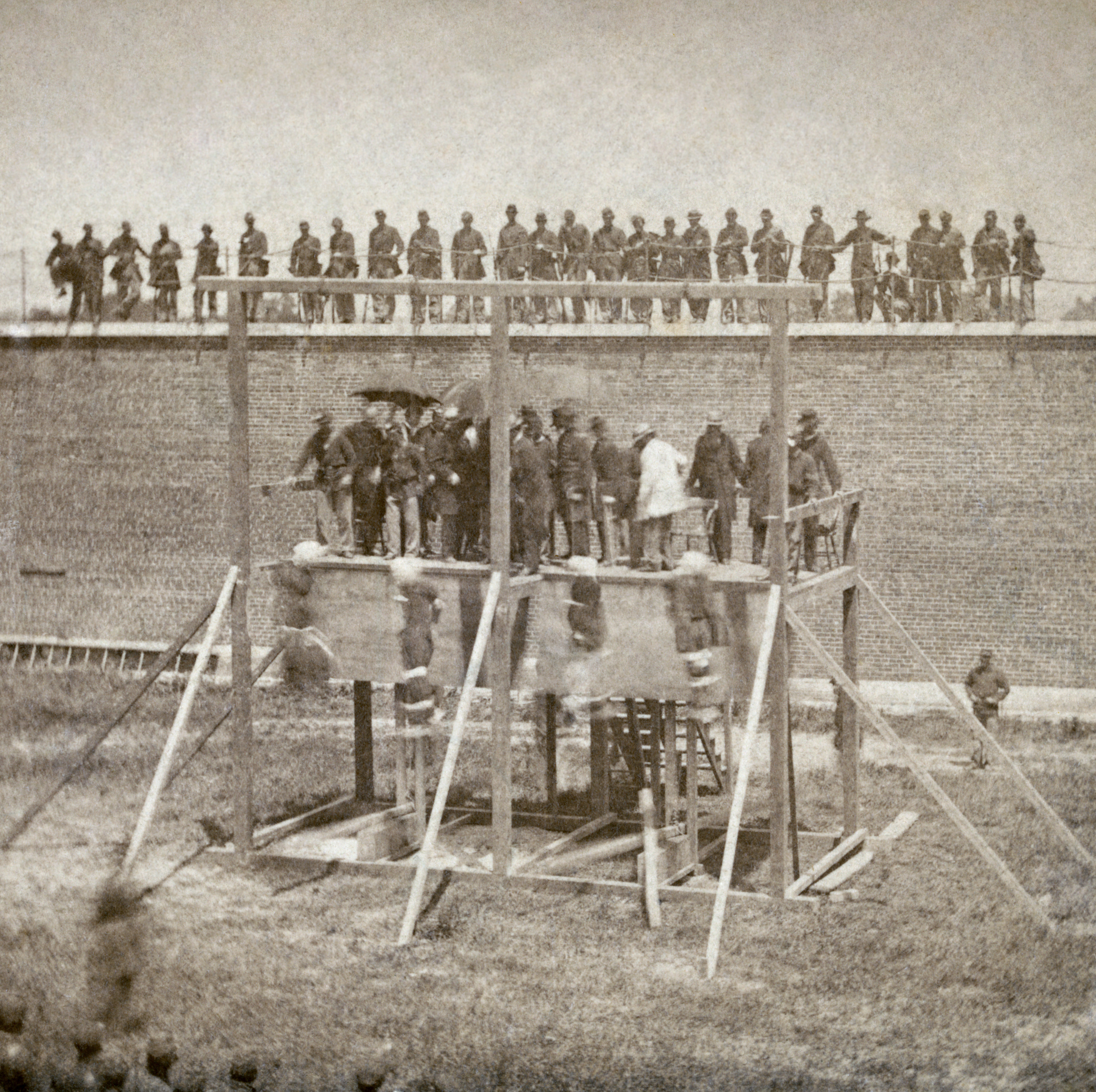
"The trap is Sprung"
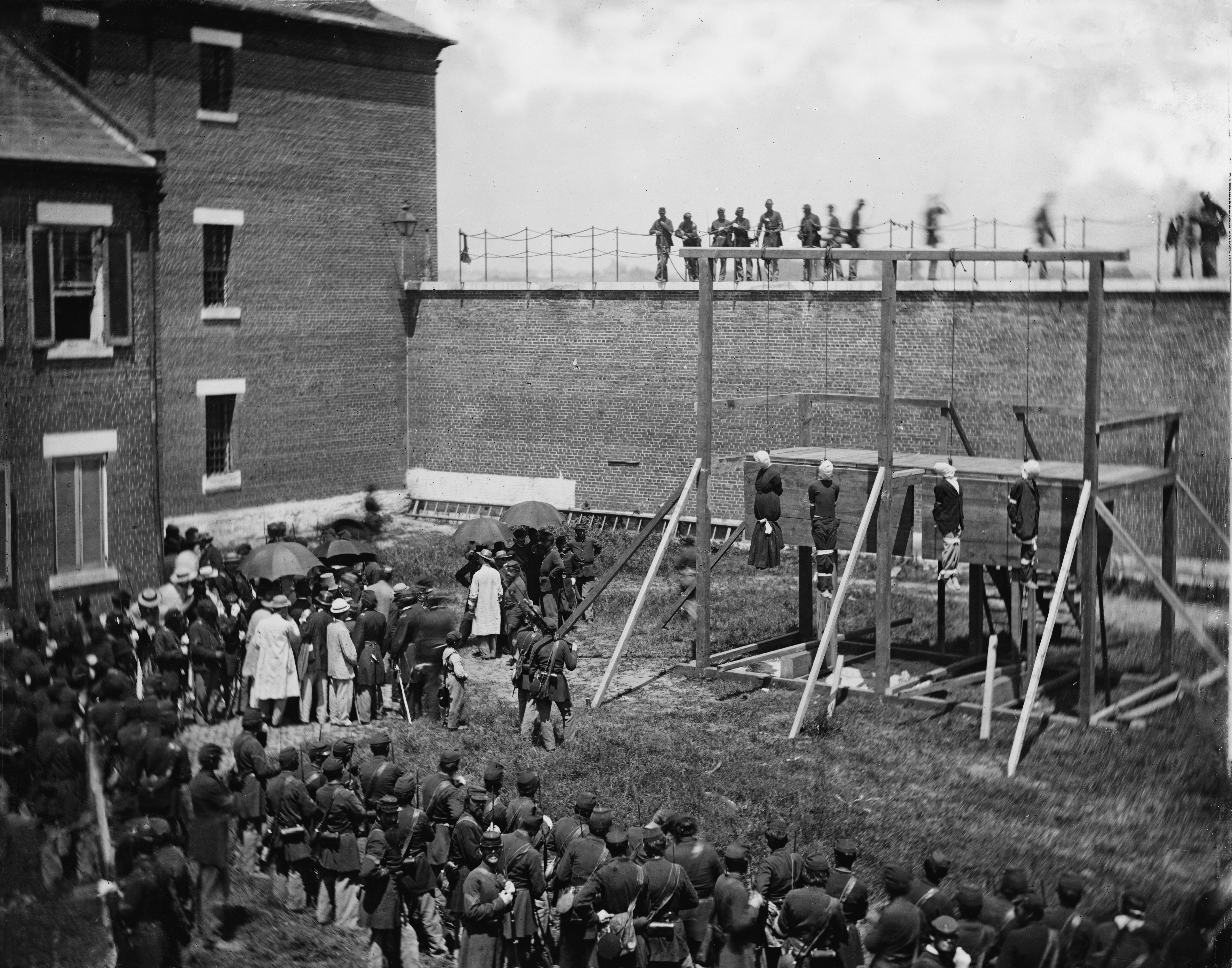
"After Trap has been Sprung"
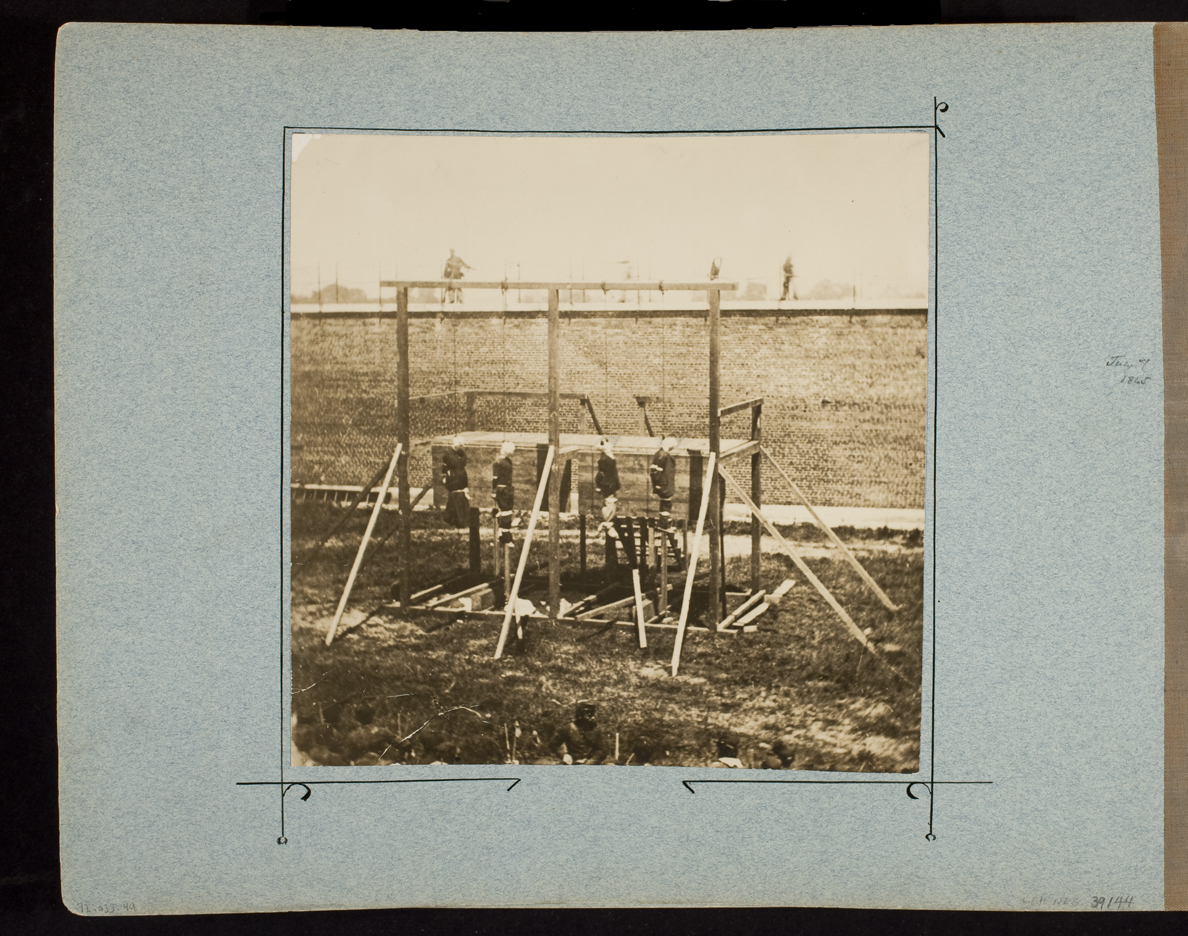
I cospiratori impiccati
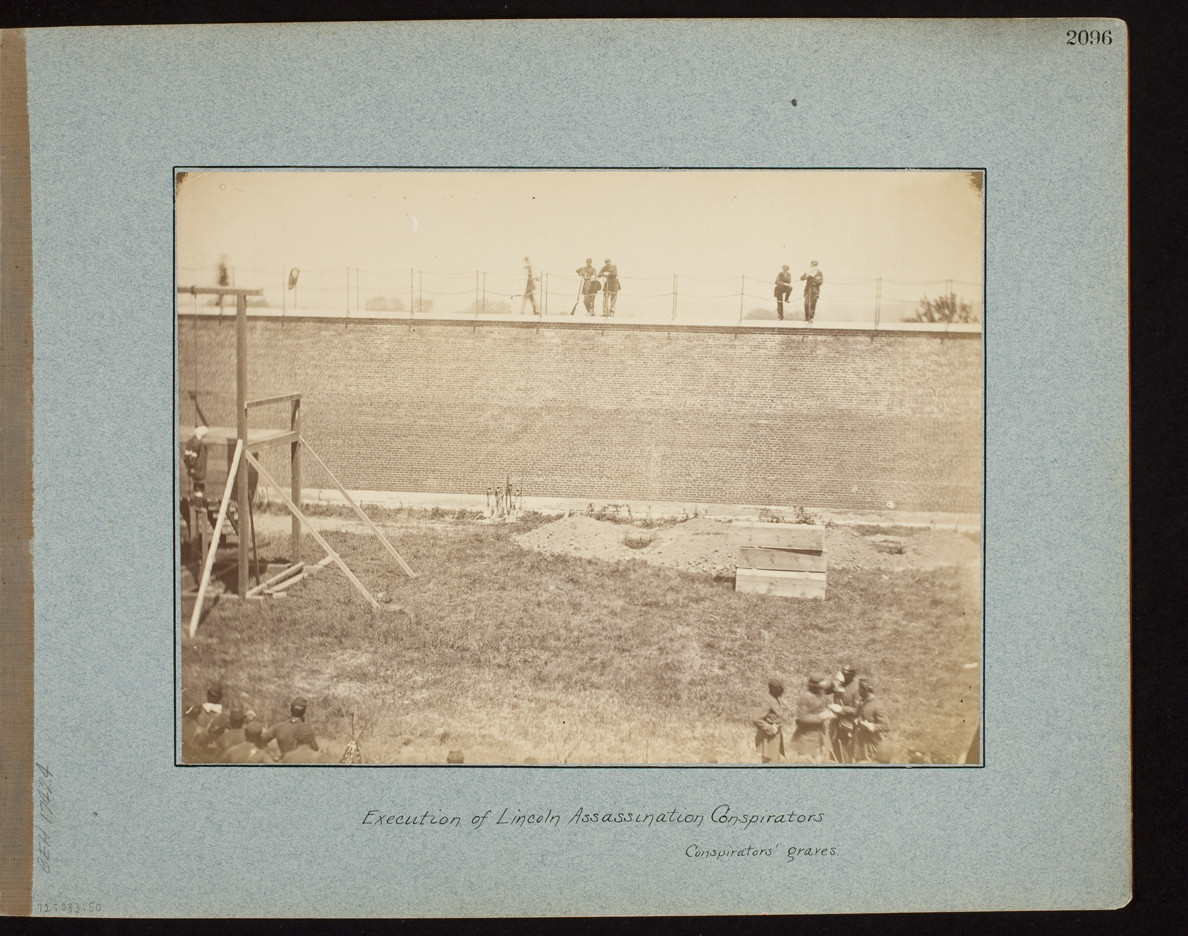
Tombe dei cospiratori
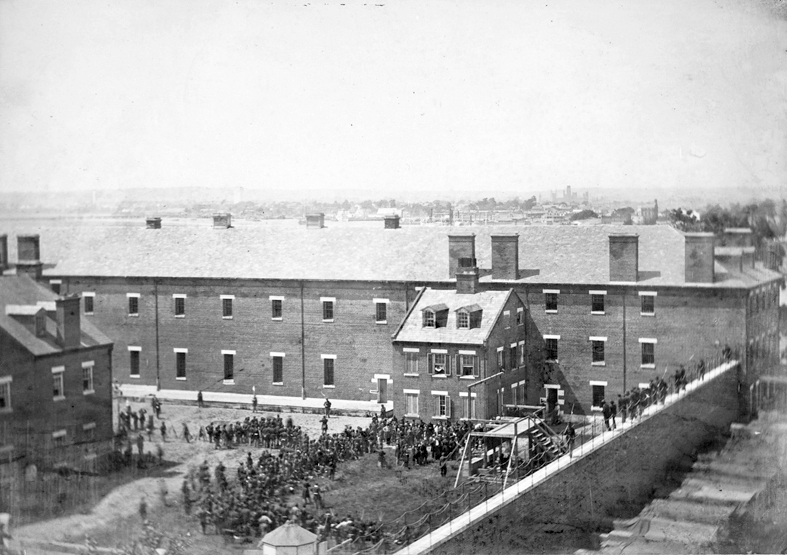
Veduta del patibolo e dei corpi impiccati dei cospiratori, scattata dal tetto dell'Arsenale
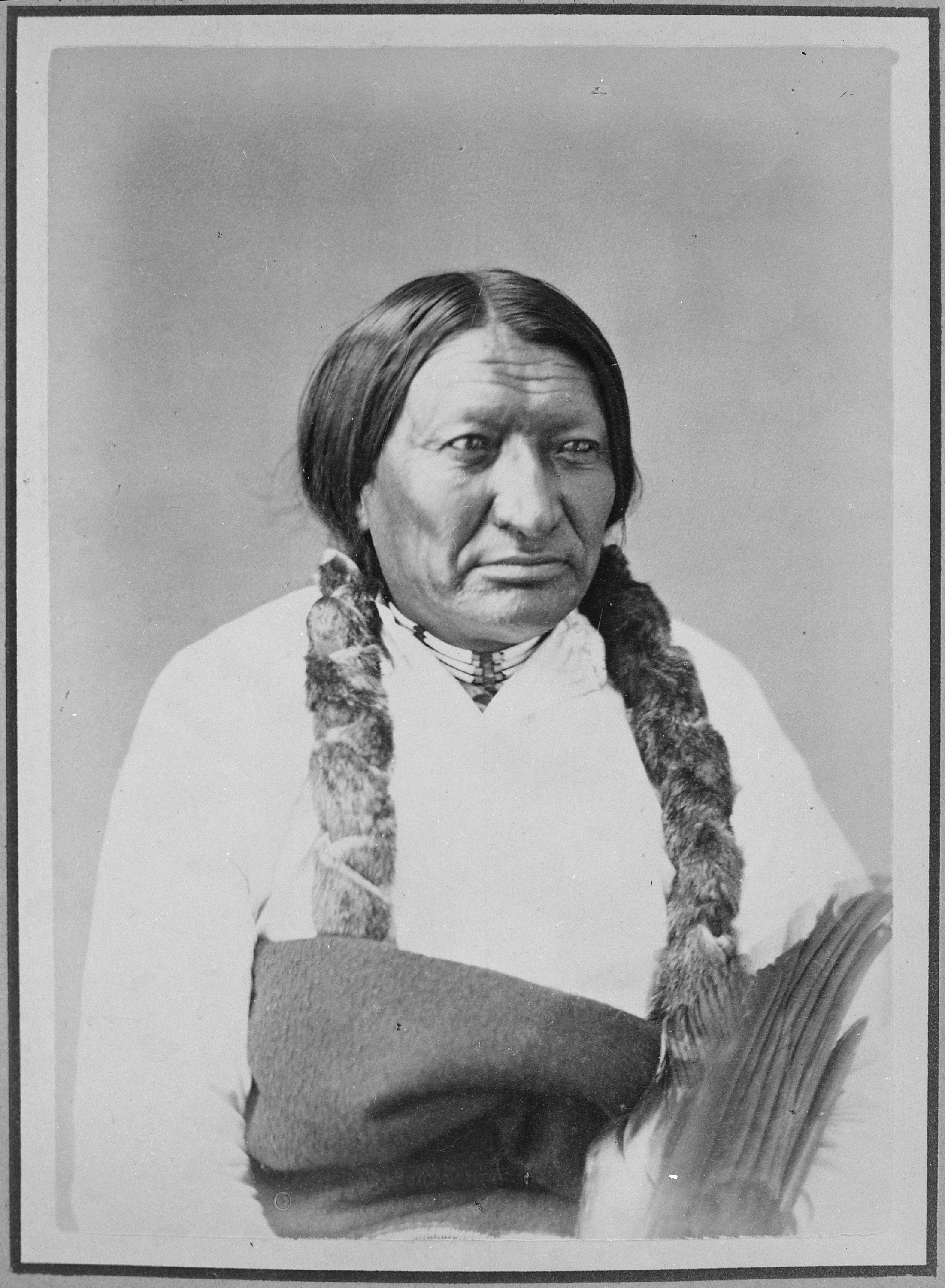
Ritratto di Ta-Tan-Kah-Sa-Pah (Toro Neri), 1872